# Simmering
Simmering ist der 11. Wiener Gemeindebezirk. Er wurde 1892 aus den selbstständigen Gemeinden Simmering und Kaiserebersdorf sowie kleinen Teilen anderer Gemeinden gebildet. 1956 kam die bis 1938 eigenständige Gemeinde Albern hinzu.
Unter den Wiener Bezirken ist Simmering als klassischer Arbeiter- und Industriebezirk und als Standort des größten Friedhofs Österreichs, des Wiener Zentralfriedhofs, bekannt. Durch den Bezirk verlaufen fast alle Verkehrsverbindungen Wiens mit östlich und südöstlich der Stadt gelegenen Gebieten in Österreich und seinen Nachbarländern.

## Geographie

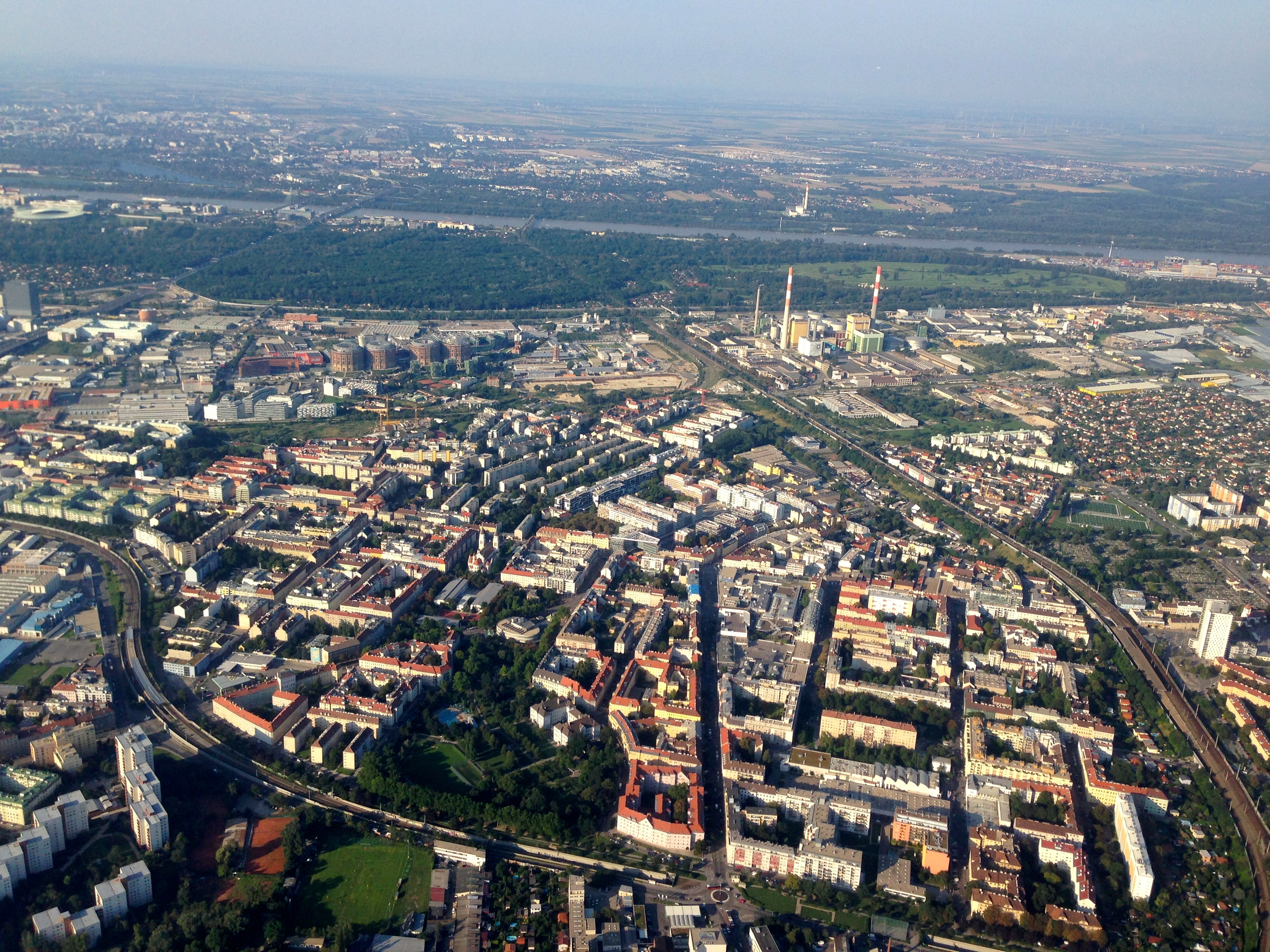
Luftaufnahme von Simmering, 2014

Simmering liegt im Südosten Wiens und ist mit einer Fläche von 23,22 km² der achtgrößte Wiener Gemeindebezirk. Simmering nimmt dabei 5,6 % der Fläche Wiens ein. Der Bezirk grenzt im Nordosten an den Donaukanal. Im äußersten Südosten des Bezirksgebietes haben sich Reste der ehemals großen Auwälder erhalten. Nordwestlich schließt sich die Simmeringer Haide an, deren ehemals bewaldetes Gebiet heute teilweise verbaut oder dem Gemüselandbau gewidmet ist. Ein hoher Anteil des Bezirksgebietes ist Grünland (44,4 %), rund die Hälfte davon entfällt auf landwirtschaftliche Nutzfläche. Der Norden und Westen sind hingegen weitgehend verbaut. Im Südwesten nimmt der Wiener Zentralfriedhof umfangreiche Flächen ein. Der höchste Punkt von Simmering ist an der Ostbahn im Bereich der Kreuzung Gadnergasse/Bitterlichstraße zu finden. Der niedrigste Punkt des Bezirksgebiets liegt mit 151 Metern am sogenannten Rettungshügel (nordöstlich der Kreuzung Wildpretstraße – Seeschlachtweg). Tief gelegen sind mit 152 Metern auch Bereiche von Nord-Albern und südlich von Albern. Noch tiefer liegt je nach Wasserstand der Uferbereich beim Alberner Hafen.

### Nachbarbezirke und Nachbargemeinden
Das Bezirksgebiet von Simmering grenzt im Nordosten an den Donaukanal, wobei die Bezirksgrenze gegenüber der Leopoldstadt entlang des rechten Ufers des Donaukanals (Simmeringer Lände) verläuft. Nach dem Praterspitz wechselt die Grenze in die Mitte der Donau, wo sie Simmering bis kurz vor der Rohrleitungsbrücke von der Donaustadt trennt.
Die südliche Bezirksgrenze gegenüber der niederösterreichischen Gemeinde Schwechat verläuft südlich des Alberner Hafens und Alberns, dann unmittelbar südlich der Donauländebahn nach Westen.
Die Ostgrenze gegenüber Favoriten verläuft von dort entlang der Ostbahn nordwärts, zumeist am östlichen Rand der Hauptgleise.
Im Nordwesten verläuft die Bezirksgrenze von der Unterführung des Straßenzuges Gudrunstraße / Geiselbergstraße unter der Ostbahn beim Gräßlplatz im Zickzack südlich des Arsenals und des Sankt Marxer Friedhofs und durch das Betriebsbaugebiet der Bezirke Landstraße und Simmering, zuletzt entlang der Erdbergstraße, bis zur Brücke des Ostbahnastes nach Stadlau über den Donaukanal.

### Geologie
Das Bezirksgebiet von Simmering wurde vor allem durch die Donau geformt, die im Laufe der Zeit mehrere Terrassen bildete. Insbesondere während der Eiszeiten kam es durch Frost zur Bildung großer Schuttmassen, die von der Donau in das Wiener Becken verfrachtet wurden. In den warmzeitlichen Phasen schnitt sich in der Folge die Donau in den Schotterkörper und bildete Terrassen heraus, wobei die Terrassen mit zunehmender Höhe und Entfernung zur Donau bzw. des Donaukanals immer älter werden. Auf dem Bezirksgebiet liegen mehrere Donauterrassen, deren Höhe ausgehend vom Donaukanal nach Südwesten ansteigen. Im Osten des Bezirksgebietes nahe am Donaukanal liegt die „Zone der rezenten Mäander“, zu der Albern und die Hauptkläranlage Wien gehören. Die Praterterrasse aus dem Holozän reicht von der Leopoldstadt bis zur Pfarrkirche St. Laurenz und dem Schloss Neugebäude. Eine Steilkante, die in diesen Bereich noch ersichtlich ist, führt zur höhergelegenen Stadtterrasse aus der Riß-Kaltzeit, auf der unter anderem der Wiener Zentralfriedhof und der Leberberg liegen. Westlich davon schließt sich nahe der Bezirksgrenze die mindeleiszeitliche Arsenalterrasse an, deren Grenze zur Stadtterrasse weitgehend mit der Streckenführung der Aspangbahn übereinstimmt. Die noch höhere Wienerbergterrasse (Günz-Kaltzeit) liegt erst jenseits (südwestlich) der Ostbahn in Favoriten.
Der Aufbau der Terrassen ist mit Ausnahme der jüngsten Terrasse (Zone der rezenten Mäander) immer gleich. Der Untergrund besteht überwiegend aus Tegel sowie teilweisen sandigen Ablagerungen aus dem Pannonium, die bei Sankt Marx eine Mächtigkeit von rund 350 Metern erreichen. Darüber liegen Kiesschichten, die während der Eiszeiten aufgeschüttet wurden und je nach Alter unterschiedlich stark verwittert sind. Die oberste Schicht wird aus Löss gebildet, der aus dem Alpenvorland geweht wurde. Bei der jüngsten Terrasse liegen über der Kiesschicht hingegen Ausedimente wie Feinsande und Silte. Die Gerölle der Kiesschicht wurden überwiegend aus Abtragungen der Alpen und der Böhmischen Masse gebildet. Bei den plattigen Steinen handelt es sich in der Regel um Sandstein aus dem nahe gelegenen Wienerwald. Die runden Gerölle bestehen zum Großteil aus kristallinen Gesteinen wie Granit, Gneis und Quarze. Die Granite stammen ebenso wie die schwarzen Amphibolite aus der Böhmischen Masse. Der graue bis grünliche Gneis wurde aus den Zentralalpen und der Böhmischen Masse abgetragen. Weitere runde bis ovale Kiese bestehen aus Kalk und stammen aus den Nördlichen Kalkalpen.

### Gewässer

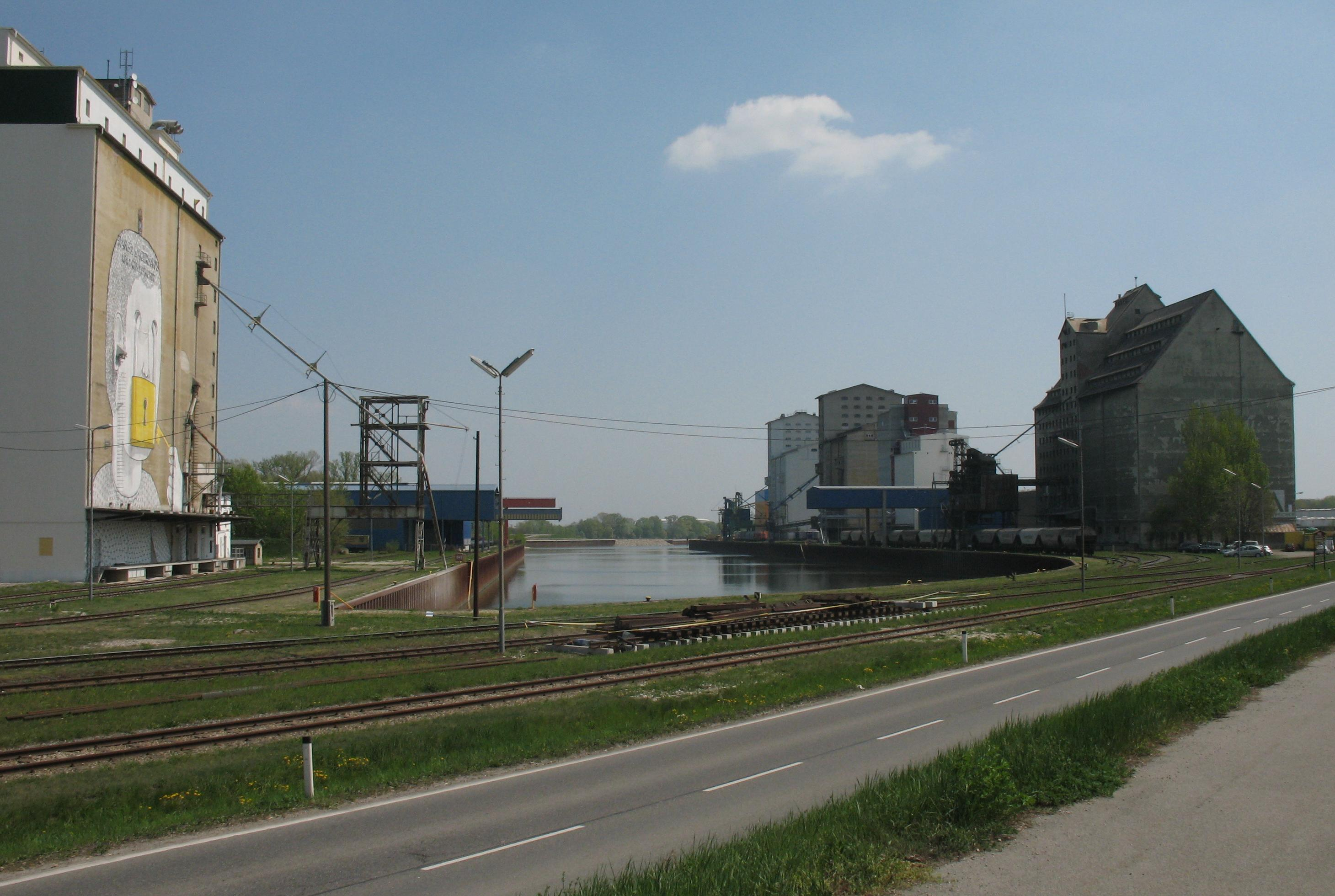
Alberner Hafen

Simmering liegt zwar am Donaukanal, hat jedoch keinen Anteil an der Wasserfläche. Im Südosten bei Albern umfasst Simmering jedoch ein 1,5 km langes Stück der Donau. Hier liegt auch der Alberner Hafen und das damit verbundene „Blaue Wasser“, ein geschützter Landschaftsteil mit 58 Hektar. In unmittelbarer Nähe befindet sich der Schneidergrund, ein Altarm der Donau.
Die Schwechat floss ursprünglich zwischen Albern und Neu-Albern durch das Bezirksgebiet. Der so genannte Neubach, bis dahin Mündung der Schwechat in die Donau, verschwand zwischen 1976 und 1983 von den Stadtplänen: Der Fluss wurde von der Stadt Schwechat in den vorher so bezeichneten Kalten Gang umgeleitet.
Auch kleinere fließende Gewässer bestanden ursprünglich auf dem Bezirksgebiet. Der Klebindergraben (Gröretgraben) mit einer Länge von 890 Meter ist heute kanalisiert, der Seeschlachtgraben wurde nach einem Gemeinderatsbeschluss aus dem Jahr 1976 zugeschüttet.

### Flächennutzung
Die Baufläche von Simmering umfasst 35,8 % (Wienweit 33,32 %) der Bezirksfläche. Nur 37,0 % der Baufläche entfallen auf Wohnbauflächen, der niedrigste Wert eines Wiener Gemeindebezirks. Dementsprechend erreichen Betriebsflächen in Simmering mit einem Anteil von 50,6 % an der Baufläche den höchsten Wert in Wien. Kulturelle, religiösen, sportlichen oder öffentlichen Bauflächen fallen mit einem Anteil von 6,3 % an der Baufläche hingegen gering aus. Grünflächen nehmen in Simmering einen Gesamtanteil von 44,4 % ein. 45,2 % der Grünfläche entfällt auf landwirtschaftliche Nutzfläche, der vierthöchste Wert in Wien. Der Großteil der restlichen Grünfläche entfällt mit 29,3 % auf Parkanlagen, insbesondere den Zentralfriedhof. Weitere 7,6 % der Grünfläche entfallen auf Wälder, 7,5 % auf Kleingärten und 7,7 % auf Wiesen. 2,0 % von Simmering werden von Gewässern eingenommen, 17,80 % entfallen auf Verkehrsflächen.
| Baufläche | Baufläche      | Baufläche                 | Grünfläche     | Grünfläche | Grünfläche | Grünfläche | Grünfläche  | Grünfläche       | Gewässer | Verkehrsflächen |
| 829,88    | 829,88         | 829,88                    | 1.031,35       | 1.031,35   | 1.031,35   | 1.031,35   | 1.031,35    | 1.031,35         | 47,2     | 413,2           |
| --------- | -------------- | ------------------------- | -------------- | ---------- | ---------- | ---------- | ----------- | ---------------- | -------- | --------------- |
| Wohnbau   | Betriebsgebiet | öffentliche Einrichtungen | Landwirtschaft | Parks      | Wälder     | Wiesen     | Kleingärten | Freizeit-Flächen |          |                 |
| 306,85    | 420,17         | 52,07                     | 466,54         | 302,21     | 78,79      | 77,36      | 79,63       | 26,81            |          |                 |

### Bezirksteile
Simmering wurde 1892 aus den zwei bis dahin selbstständigen Gemeinden Simmering und Kaiserebersdorf gebildet, die noch heute als Wiener Katastralgemeinden weiterbestehen. Albern kam bei der Erweiterung zu Groß-Wien 1938 in den damaligen 23. Bezirk, Schwechat, gehörte 1954 und 1955 zum 2. Bezirk, Leopoldstadt, und wurde per 1. Jänner 1956 an Simmering angeschlossen.
Das Bezirksgebiet ist großteils zwischen Simmering im Norden und Kaiserebersdorf im Süden zweigeteilt, Albern umfasst nur eine kleine Fläche im Südosten. Im Norden von Simmering reicht auch ein kleiner Teil der Katastralgemeinde Landstraße auf das Bezirksgebiet. Simmering liegt im Norden und Nordwesten des Bezirksgebietes und reicht im Süden in etwa bis zur Linie Seeschlachtgraben, Florian-Hedorfer-Straße und Anton-Steinböck-Gasse. Kleinere Teile der Katastralgemeinde Simmering reichen nach Favoriten und im Norden in den Bezirk Landstraße hinein. Der Bezirksteil Simmering umfasst große Teile der Wohn- und Betriebsbauflächen des Bezirks, unter anderem das Wiener Gaswerk und das Wiener Elektrizitätswerk. Südwestlich von Simmering liegt Kaiserebersdorf, das neben dem Schloss Neugebäude auch den Zentralfriedhof umfasst und wie Simmering (was die Katastralgemeinde betrifft) über die Bezirksgrenze nach Favoriten reicht. Albern grenzt an den Donaukanal und im Norden an die Donauländebahn, die weiter westlich die Südgrenze zu Niederösterreich bildet. Zu diesem Bezirksteil gehören neben dem alten Ortskern auch Neu-Albern und der Alberner Hafen.
Im Bezirksteil Simmering, jenseits der Laaer Ostbahn, liegt das Grätzl Hasenleiten, das größtenteils aus einem Lazarett mit Barackensiedlung des Ersten Weltkrieges hervorgegangen ist. Heute besteht dort eine Wohnsiedlung aus den 1930ern, die Kirche ist aus den 1950ern. Auf der anderen Seite der Aspangbahn besteht ein Ensemble kleinerer Häuser aus den 1910ern, dieses dorfartige Ensemble trägt im Volksmund den Spitznamen Böhmisch Trübau (wie Česká Třebová).
Eine Gliederung des Bezirksgebiets besteht ferner in den Zählbezirken der amtlichen Statistik, in denen die Zählsprengel des Gemeindebezirks zusammengefasst sind. Die 13 Zählbezirke in Simmering sind Gaswerk Simmering, Alt-Simmering, Enkplatz, Geiselberg, Hasenleiten, Zentralfriedhof, Obere Simmeringer Haide, E-Werk Simmering, Untere Simmeringer Haide, Leberberg, Kaiser-Ebersdorf, Albern und Simmeringer Bad. Die Grenzen der Zählbezirke Kaiser-Ebersdorf und Albern stimmen jedoch nicht mit jenen der gleichnamigen Katastralgemeinden überein.

## Wappen
Das Wappen des 11. Bezirks ist dreigeteilt und steht für die drei ehemaligen Gemeinden, aus denen der Bezirk gebildet wurde.
- Der silberne Großbuchstabe „S“ auf blauem Grund steht für den Bezirksteil Simmering. Der Name ist seit 1028 belegt, erstmals wird Simmering als „Simanningen“ erwähnt. Es ist zu vermuten, dass es sich dabei um eine Siedlung der Leute des Simon oder Sindman handelt.
- Das springende Einhorn auf goldenem Grund steht wiederum für Kaiserebersdorf. Es stammt aus dem Wappen derer von Hintperg-Ebersdorf, die die Grundherrschaft des Gebietes ursprünglich innehatten. Als „Ebersdorf“ ist der Sitz des mächtigen Herrschergeschlechts bereits seit 1162 belegt. 1499 ging es durch einen Tausch an Kaiser Maximilian I. Daher kommt der Zusatz „Kaiser“.
- Der dritte, untere Wappenteil zeigt das Symbol der früheren Gemeinde Albern. Die auf rotem Grund abgebildete blaue Scheibe mit gekreuzten Fischen steht für den Fischfang, der in Albern alte Tradition hatte. Der Name des Gebiets leitet sich von dem dortigen Albe-Pappel-Bestand ab. 1162 ist es erstmals belegt.

## Geschichte

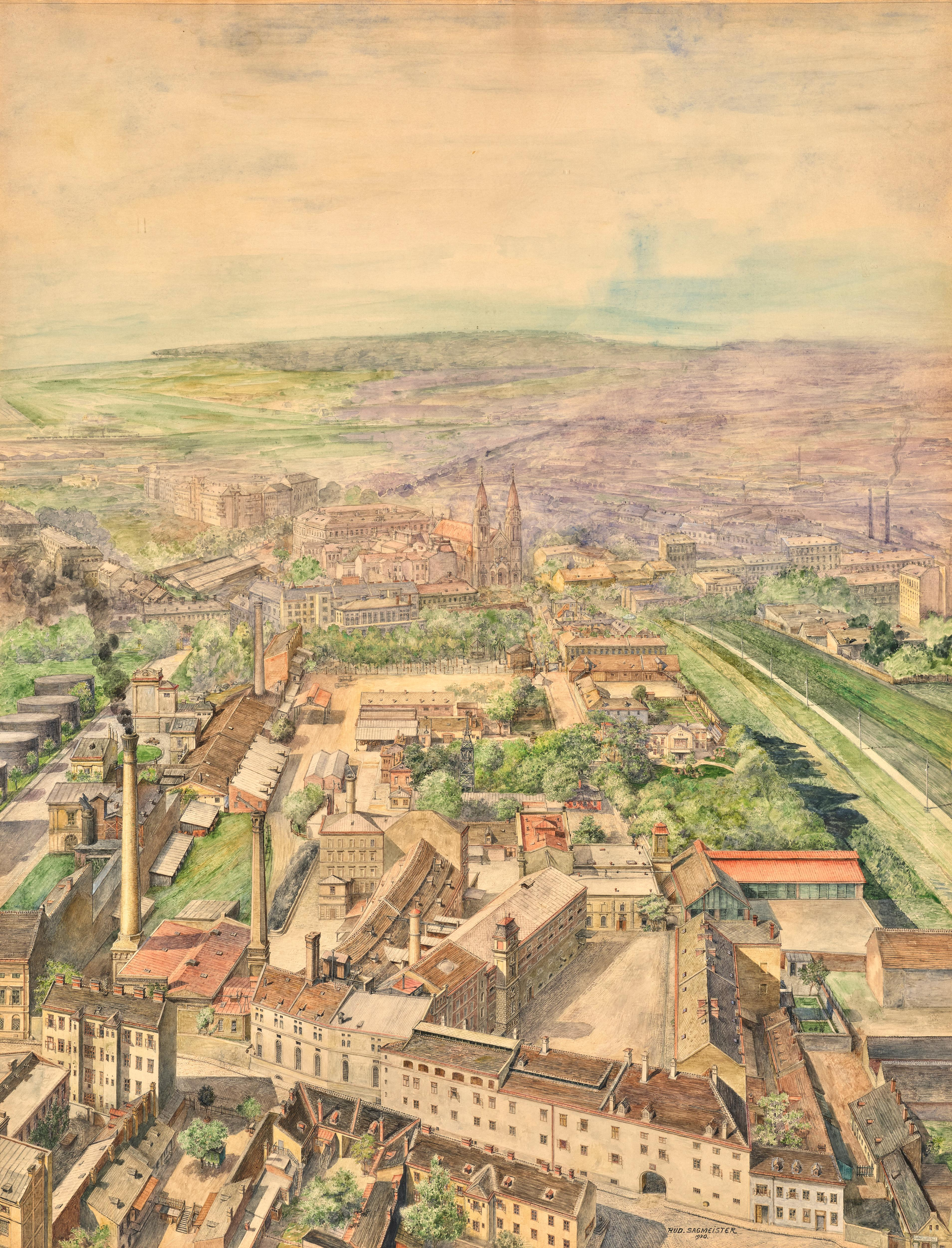
Rudolf Sagmeister: Brauhaus Simmering aus der Vogelperspektive mit der Pfarrkirche Neusimmering im Hintergrund, 1930

Zur Geschichte der Gemeinde Simmering bis zur Eingemeindung 1892 siehe: Simmering (Wiener Bezirksteil).
Bereits in der Späten Bronzezeit existierte im Bereich der heutigen Csokorgasse eine Siedlung. Die Ortschaft Simmering wurde 1028 zum ersten Mal urkundlich erwähnt, Kaiserebersdorf 1108 und Albern 1162. Ab 1605 gab es in Simmering eine Brauerei, die über drei Jahrhunderte eine wichtige Einnahmequelle für den Ort darstellte.
1832 wurde mit einem Durchstich das heutige, gerade Bett des Donaukanals zwischen Gaswerk und Galopprennbahn Freudenau angelegt. Zuvor mündete der Donaukanal durch das heutige Mauthnerwasser beim Lusthaus (seit 1850 2. Bezirk) in den Hauptstrom der Donau, so dass die Freudenau mit der Simmeringer Haide direkt verbunden war.
1874 wurde in Kaiserebersdorf der Wiener Zentralfriedhof eröffnet, der mehrmals erweitert wurde und zu den größten Friedhöfen Europas zählt. In seinem Zentrum befindet sich die von 1908 bis 1919 im Jugendstil errichtete Karl-Borromäus-Kirche.
Auf der Simmeringer Haide zwischen den Dörfern Simmering und Kaiserebersdorf wurden einst Festivitäten, Artillerieübungen, Pferderennen und öffentliche Hinrichtungen durchgeführt. 1909 führte Louis Blériot hier vor 300.000 Zuschauern das Flugzeug vor, mit dem er drei Monate vorher als erster den Ärmelkanal überquert hatte. Die Haide wurde um 1900 durch das E-Werk und seit den 1960er Jahren durch Wohn- und Infrastrukturbauten verkleinert und wird heute von der Ostautobahn durchquert.
Am 1. Jänner 1892 wurden Simmering und Kaiserebersdorf sowie kleine Teile von Kledering, Schwechat und Albern als 11. Bezirk eingemeindet; als Bezirksname wurde der des wichtigeren Ortes, Simmering, gewählt. Am gleichen Tag wurden auch die Bezirke 12 bis 19 gebildet.
Am 15. Oktober 1938 wurde eine Verordnung des nationalsozialistischen Bürgermeisters publiziert, in der die Bezirksgrenzen des am gleichen Tag errichteten Groß-Wien festgelegt wurden. Simmering verlor westlich der Ostbahn gelegene Gebietsstreifen an den westlichen Nachbarbezirk Favoriten. Albern wurde Teil des damaligen 23. Wiener Gemeindebezirkes, Schwechat.
Während des Zweiten Weltkrieges befand sich zwischen 20. August 1944 und der Evakuierung ins KZ Gusen am 2. April 1945 auf der Simmeringer Haide, in der 2. Haidequerstraße, unter der Bezeichnung „Wien-West, Saurerwerke“, ein Außenlager des KZ Mauthausen. Die Insassen des Lagers, Zwangsarbeiter, (Ostarbeiter), KZ-Häftlinge aus Mauthausen und ungarische Juden, produzierten in den Saurerwerken in der Haidestraße und im Schloss Neugebäude an der Kaiserebersdorfer Straße, Panzermotoren. Nach Kriegsende wurden von der österreichischen Staatspolizei, die damals verstärkt in kommunistischer Hand war, bis 1946 Arbeits- und Anhaltelager für Nationalsozialisten in der Geiselbergstraße und auf der Simmeringer Haide betrieben. 1974 wurde in Simmering ein Transitlager für jüdische Emigranten aus der Sowjetunion eröffnet.
1954 wurde Albern Teil des 2. Bezirks, da auf diese Weise die Raffinerien im sowjetischen Sektor Wiens verblieben. Erst nach Abschluss des Staatsvertrages kam es Anfang 1956 zu Simmering.
Danach kam es im Bezirksgebiet noch dreimal zu kleineren Grenzverschiebungen. Betroffen war jeweils die nordwestliche Grenze zum Bezirk Landstraße: im Bereich Schlechtastraße und Hüttenbrennergasse zwischen Gudrunstraße und Sankt Marxer Friedhof (im Jahr 1995), im Bereich Urschenböckgasse und Litfaßstraße (im Jahr 2000) sowie im Bereich Döblerhofstraße, Guglgasse, Paragonstraße und Erdbergstraße (im Jahr 2003). Neben Verkehrsflächen wurden dabei vor allem Industrie- und Gewerbegebiete dem jeweils anderen Gemeindebezirk zugeschlagen.

## Bevölkerung
Bevölkerungsentwicklung
Quelle: Statistik.at

### Bevölkerungsentwicklung
Der stetige Anstieg der Einwohnerzahl Simmerings erlebte seit 1869 nur zwei Einschnitte: Nach dem Ersten Weltkrieg, bemerkbar im Rückgang der Einwohnerzahl zwischen 1910 und 1923, und nach dem Zweiten Weltkrieg, als die Einwohnerzahl zwischen 1939 und 1951 um rund 7000 Personen zurückging. Doch nach beiden Ereignissen nahm die Bevölkerungsentwicklung rasch wieder ihren gewohnten Lauf nach oben. So ist der höchste Bevölkerungsstand der Geschichte Simmerings auch der aktuelle, der Anfang 2015 95.162 Personen betrug.

### Bevölkerungsstruktur
Die Altersstruktur der Simmeringer Bevölkerung war 2001 eine der jüngsten in Wien. Die Zahl der Kinder unter 15 Jahren war mit 16,9 % deutlich über dem wienweiten Wert von 14,7 % und wurde nur vom Bezirk Donaustadt übertroffen. Auch der Anteil der Bevölkerung zwischen 15 und 59 Jahren war mit 64,7 % (Wien: 63,6 %) über dem Durchschnitt, wobei Simmering zusätzlich durch seinen Bevölkerungsanteil von 28,6 % an Menschen zwischen 15 und 34 Jahren (Wien: 26,7 %) profitierte. Demgegenüber lag der Anteil der Menschen im Alter von 60 oder mehr nur bei 18,5 % (Wien: 21,7 %) und war dadurch der zweitniedrigste Wert nach der Donaustadt. Die Geschlechterverteilung lag im Bezirksgebiet bei 48,3 % Männern und 51,7 % Frauen, die Anzahl der verheirateten Simmeringer lag mit einem Anteil von 42,8 % gegenüber 41,2 % über dem Durchschnitt Wiens.

### Herkunft und Sprache
Der Anteil der ausländischen Bezirkseinwohner lag 2024 bei 37 % (Wien: 36 %), und weist gegenüber 2001 (12,7 %) wie im gesamten Bundesland eine steigende Tendenz auf. Den höchsten Anteil der Ausländer stellten 2024 mit rund 4,8 % Anteil an der Bezirksbevölkerung Staatsbürger aus Serbien. Weitere 3,9 % waren türkische, 3,3 % rumänische, 3,3 % syrische und 2,4 % polnische Staatsbürger.

### Religionsbekenntnis
Das Religionsbekenntnis der Bevölkerung im Bezirk Simmering liegt weitgehend im Durchschnitt Wiens. Mit einem Anteil von 50,5 % lag der Anteil der Bewohner mit römisch-katholischem Bekenntnis nur knapp über dem Gemeindeschnitt von 49,2 %. Es gibt im Gemeindebezirk sieben römisch-katholische Pfarren und 3 Ordensgemeinschaften und Institute die das Stadtdekanat 11 bilden. Der Anteil der Menschen mit islamischem Glauben lag mit 8,4 % leicht über dem Durchschnitt Wiens, der Anteil der Bevölkerung mit orthodoxem bzw. evangelischem Glauben mit 4,9 % bzw. 4,0 % leicht unter dem Durchschnitt Wiens. 26,6 % der Bezirksbevölkerung gehörten keiner Religionsgemeinschaft an, 5,6 % hatten keine Angaben gemacht oder ein anderes Religionsbekenntnis angegeben.

## Politik
| Bezirksvorsteher seit 1892 | Bezirksvorsteher seit 1892 |
| -------------------------- | -------------------------- |
| 1892–1893                  | Gregor Grill               |
| 1893–1896                  | Georg Krepp                |
| 1896–1918                  | Albin Hirsch               |
| 1918                       | Josef Schmöltzer           |
| 1919–1920                  | Franz Zehetbauer           |
| 1921–1934                  | Eduard Pantucek            |
| 1934–1938                  | Hans Fuhry                 |
| 1938–1945                  | keine Bezirksvorsteher     |

| Bezirksvorsteher seit 1945 | Bezirksvorsteher seit 1945 |
| -------------------------- | -------------------------- |
| 4/1945–7/1945              | Eduard Pantucek (SPÖ)      |
| 1945–1952                  | Max Wopenka (SPÖ)          |
| 1952–1964                  | Josef Haas (SPÖ)           |
| 1964–1973                  | Wilhelm Weber (SPÖ)        |
| 1973–1980                  | Hans Paulas (SPÖ)          |
| 1980–1989                  | Otto Mraz (SPÖ)            |
| 1989–2001                  | Franz Haas (SPÖ)           |
| 2001–2003                  | Otmar Brix (SPÖ)           |
| 2003–2014                  | Renate Angerer (SPÖ)       |
| 2014–2015                  | Eva-Maria Hatzl (SPÖ)      |
| 2015–2020                  | Paul Stadler (FPÖ)         |
| 2020–                      | Thomas Steinhart (SPÖ)     |

Simmering war schon zu Beginn des 20. Jahrhunderts eine Hochburg der Sozialdemokraten. Bei den Bezirksvertretungswahlen von 1919 wurden die Sozialdemokraten mit 21 Mandaten die stärkste Partei vor den Christlichsozialen mit sieben Mandaten, die Tschechische Liste kam auf zwei Mandate. Durch den Einfluss der Sozialdemokraten im Roten Wien und in Simmering entstanden bis 1934 im Bezirk 19 Wohnhausanlagen, sogenannte Gemeindebauten. Der Aufstieg der Nationalsozialisten in Österreich fand in Simmering nur wenig Widerhall, sie erzielten 1932 mit 7,2 % das schlechteste Bezirksergebnis in ganz Wien. Auch nach 1945 wurde der Bezirk stark von der SPÖ dominiert. Sie stellte auch alle Bezirksvorsteher der Nachkriegszeit. Mitte der 1990er Jahre verlor die SPÖ aber auch in Simmering durch den Aufstieg der FPÖ die absolute Stimmenmehrheit, behielt aber infolge eines Funktionärswechsels aus den Reihen der FPÖ die Mandatsmehrheit. Bei den Bezirksvertretungswahlen in Simmering 1996 rutschte die SPÖ von fast 59 % auf knapp 48 % ab, während die FPÖ auf 31 % der Stimmen zulegen konnte. Doch schon bei den folgenden Wahlen 2001 kehrte sich dieser Trend um. Die SPÖ kam auf 59,22 % der Stimmen, die FPÖ auf 21,37 %, die ÖVP auf 9,82 %, die Grünen auf 6,77 % und das LIF errang mit 2,06 % noch knapp ein Mandat.
| Jahr | SPÖ  | ÖVP  | FPÖ  | Grüne | NEOS/LIF | GFW/SÖZ | HC  | BIER | Sonstige |
| ---- | ---- | ---- | ---- | ----- | -------- | ------- | --- | ---- | -------- |
| 1996 | 47,9 | 9,6  | 31,3 | 4,7   | 5,0      | -       | -   | -    | 1,6      |
| 2001 | 59,2 | 9,8  | 21,4 | 6,8   | 2,1      | -       | -   | -    | 0,8      |
| 2005 | 60,7 | 10,6 | 18,2 | 7,9   | 0,3      | -       | -   | -    | 2,4      |
| 2010 | 49,2 | 7,8  | 34,2 | 6,4   | 0,6      | -       | -   | -    | 1,9      |
| 2015 | 40,8 | 5,0  | 41,8 | 5,6   | 3,4      | 1,7     | -   | -    | 1,7      |
| 2020 | 41,5 | 11,3 | 28,4 | 6,7   | 3,5      | 2,1     | 3,0 | 2,3  | 1,1      |

Bei den Bezirksvertretungswahlen 2005 wurde diese Entwicklung noch leicht verstärkt: SPÖ (+1,4 %), ÖVP (+0,8 %) und Grüne (+1,1 %) legen leicht zu, die FPÖ verliert leicht (−3,21 %). Mit 33 Mandaten stellen die Sozialdemokraten auch weiterhin die absolute Mehrheit an Mandaten; das Liberale Forum, die Kommunistische Partei und das Bündnis Zukunft Österreich ziehen nicht in die Bezirksvertretung ein.
Die Bezirksvertretungswahlen 2010 beenden die seit 2001 wieder bestehende absolute Stimmenmehrheit der Sozialdemokraten im Bezirk. Die SPÖ verliert 11,5 % und 6 Mandate, behält jedoch die absolute Mandatsmehrheit, die ÖVP verliert 2,9 % und 1 Mandat, die Grünen 1,5 % und ebenso 1 Mandat. Die Simmeringer Mandate verteilen sich wie folgt: SPÖ 27, ÖVP 4, Grüne 3 und FPÖ 18.
2015 überholte die FPÖ die Sozialdemokraten um ein Mandat, mit Paul Stadler gab es zum ersten Mal in der Geschichte Wiens einen freiheitlichen Bezirksvorsteher. Er konnte sich aber nur eine Funktionsperiode halten, bei den Bezirksvertretungswahl in Wien 2020 erreichte wieder die SPÖ die Mehrheit, allerdings erzielte die FPÖ in Simmering ihr bestes Bezirksergebnis, trotz Verlusten von rund 13,5 %. Die Volkspartei konnte ihr Ergebnis von 2015 mehr als verdoppeln.
| ← 2015Bezirksvertretungswahl in Wien-Simmering (11.) 2020Vorläufiges Ergebnis mit Briefwahlkarten %50403020100 28,4 (−13,4)41,5 (+0,7)6,7 (+1,1)11,3 (+6,3)3,5 (+0,1)2,1 (+0,4)3,0 (n. k.)2,3 (n. k.)1,1 (−0,6) FPÖSPÖGRÜNEÖVPNEOSSÖZfHCBIERSonst.20152020Anmerkungen:f 2015 als Gemeinsam für Wien (GFW) kandidiert |

## Kultur und Sehenswürdigkeiten

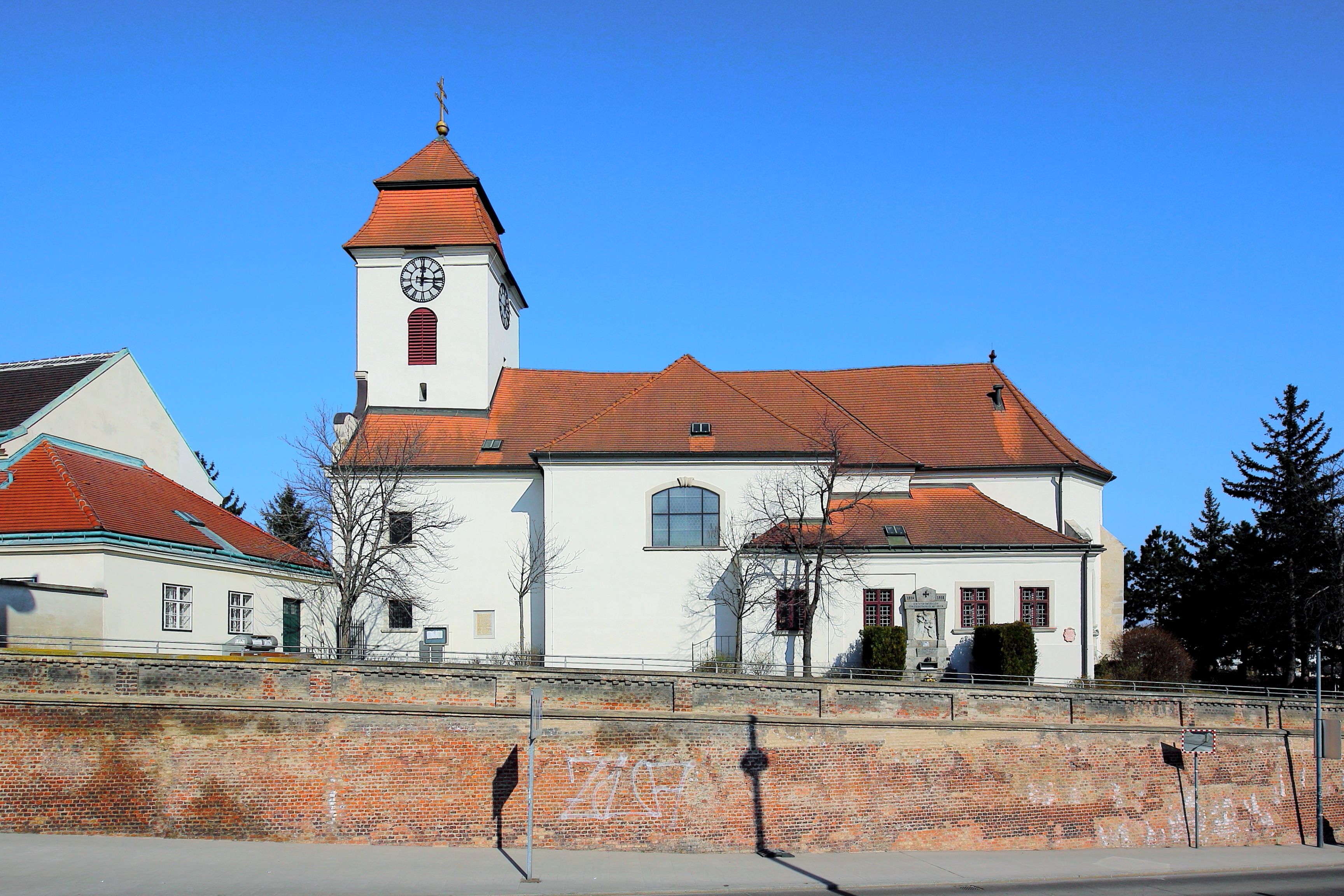
Altsimmeringer Pfarrkirche

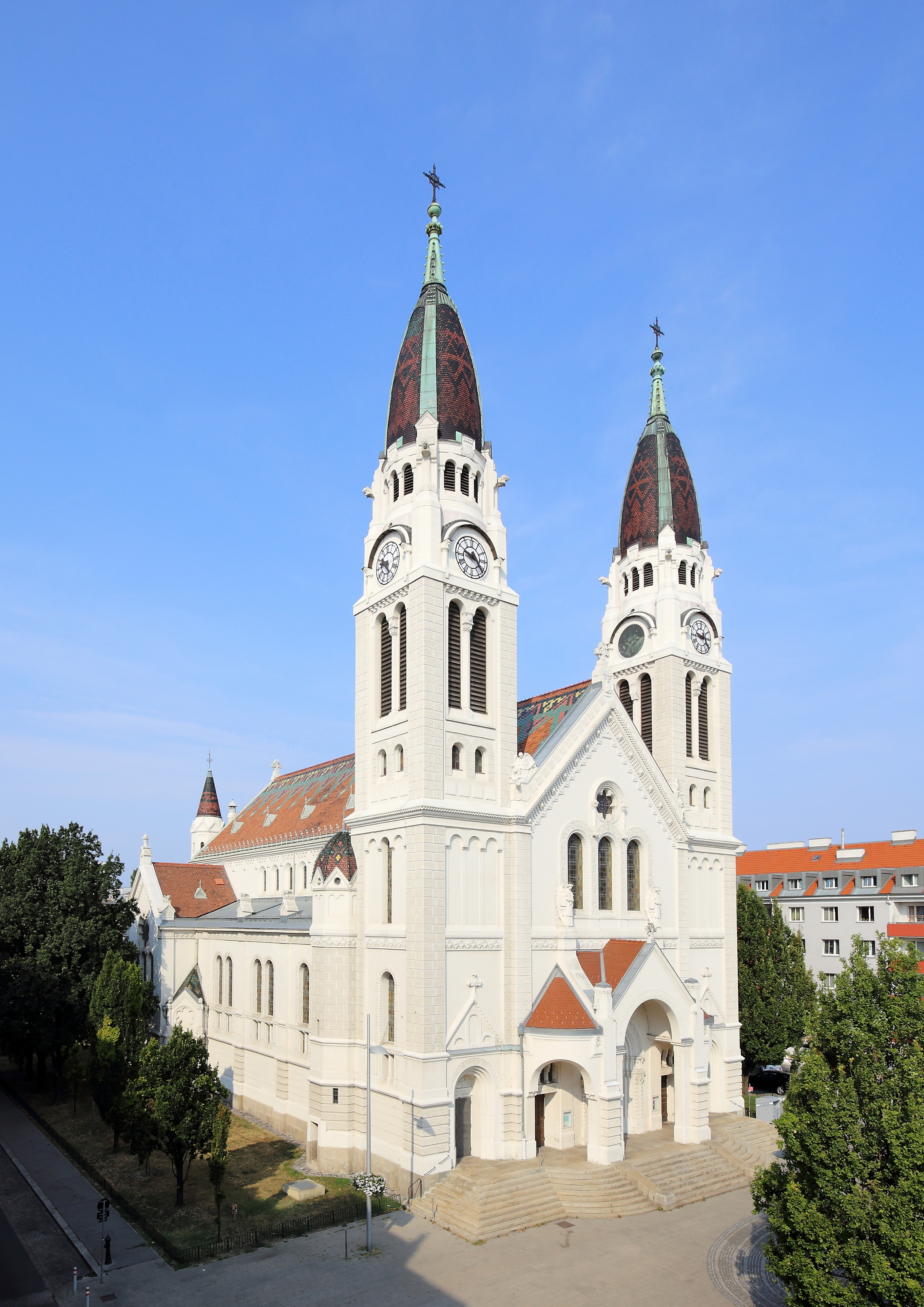
Neusimmeringer Pfarrkirche

### Sehenswürdigkeiten

#### Kirchen
Pfarrkirche Altsimmering
Die Pfarrkirche Altsimmering (auch: St. Laurenz Kirche) in der Kobelgasse befindet sich im ehemaligen Ortskern von Simmering. Sie wurde im Jahr 1267 erstmals urkundlich erwähnt und zählt damit zu den ältesten Kirchen Wiens. Während der ersten und zweiten Wiener Türkenbelagerung wurde sie schwer beschädigt; die Errichtung der Kirche in ihrer heutigen Form erfolgte 1746. Direkt an die Kirche schließt der Simmeringer Friedhof an.
Pfarrkirche Neusimmering
Der Bau der Pfarrkirche Neusimmering am Enkplatz wurde bereits seit den 1870er Jahren geplant, da die alte Pfarrkirche St. Laurenz aufgrund der wachsenden Einwohnerzahlen nicht mehr die nötigen Kapazitäten bot. Aber erst im Oktober 1907 wurde der Grundstein gelegt, und nach rund dreijähriger Bauzeit wurde am 7. Dezember 1910 das vom Architekten Johann Schneider entworfene Kirchengebäude feierlich geweiht und somit seiner Bestimmung übergeben. Der neuromanische Sakralbau fasst 2800 Personen und wurde ab 1999 generalsaniert. Das ursprünglich aus der Klosterneuburger Stiftskirche stammende Altarbild stammt von Leopold Kupelwieser.
Pfarrkirche St. Lukas
Die römisch-katholische Pfarrkirche St. Lukas befindet sich in der Anton-Steinböck-Gasse 6, nahe dem Wilhelm-Kreß-Platz. Im Frühjahr des Jahres 1988 nahm Weihbischof Florian Kuntner die Grundsteinlegung der neuen Kirche vor, bereits am 1. November 1988 wurde die Pfarrexpositur St. Lukas in den Matriken errichtet. Und am 2. April 1989 konnte erstmals ein Sonntagsgottesdienst in der Kirche gefeiert werden. Die Weihe der drei Glocken, des Pfarrkindergartens, des Pfarrsaals und des Pfarrhauses wurde von Kardinal Hans Hermann Groër am 23. Dezember 1989 vorgenommen, der auch die Kirche am 4. März 1990 einweihte.
Kirchen auf dem Zentralfriedhof

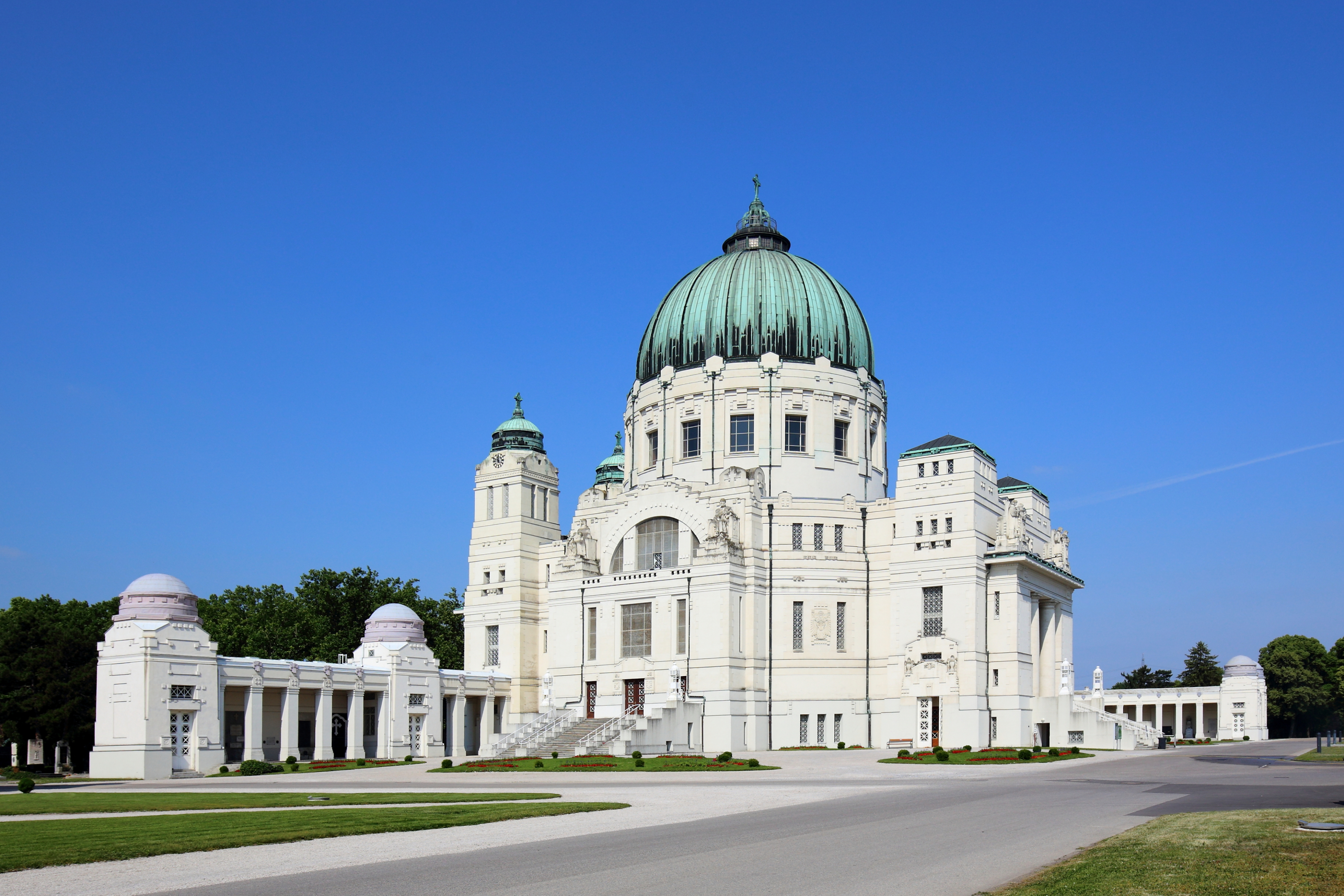
Karl-Borromäus-Kirche

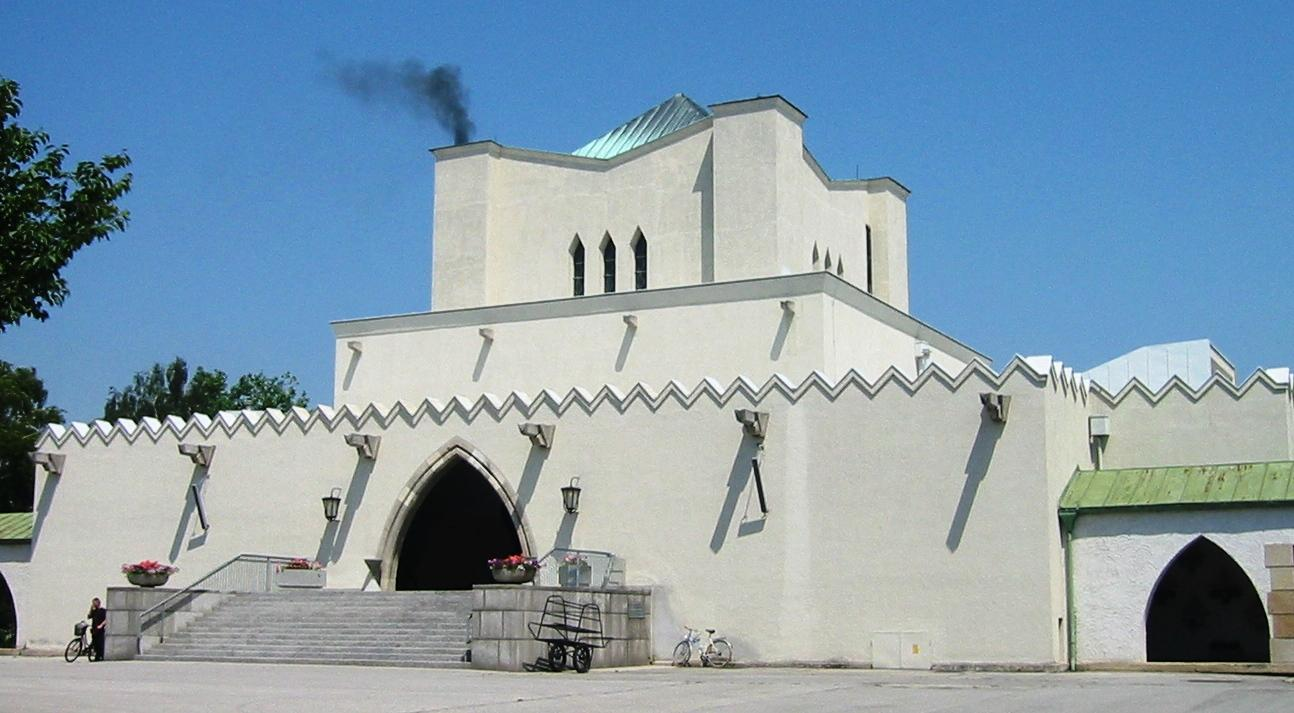
Feuerhalle Simmering

Auf dem Zentralfriedhof befindet sich die 1908–1910 in der zentralen Hauptachse des Areals errichtete und mit ihrer hohen Kuppel weithin sichtbare Friedhofskirche zum heiligen Karl Borromäus (auch: Dr.-Karl-Lueger-Gedächtniskirche). Die Begräbniskirche nach Plänen des Architekten Max Hegele zählt heute zu den bedeutendsten Jugendstil-Kirchenbauten. Von 1995 bis 2000 wurde sie umfassenden Restaurierungsarbeiten unterzogen, unter anderem wurde die im Zweiten Weltkrieg zerstörte und danach nur notdürftig instand gesetzte Innenkuppel originalgetreu wiederhergestellt. Ebenfalls auf dem Zentralfriedhof befindet sich (in der Gräbergruppe 21 an der Friedhofsmauer links vom 2. Tor) die 1895 eingeweihte russisch-orthodoxe Friedhofskirche zum heiligen Lazarus, die aus dem Erträgnis einer Kollekte des Erzpriesters Michail Fjodorowitsch Rajewski errichtet wurde.
Evangelische Kirche A.B.
Die Glaubenskirche ist ein evangelisch-lutherisches Kirchengebäude des Architekten Roland Rainer. Sie wurde von 1962 bis 1963 erbaut und liegt am Rande des Braunhuberparks in der Braunhubergasse 20. Sie betreut auch die Ghanaische Gemeinde.
Rumänisch-orthodoxe Pfarrkirche
Die rumänisch-orthodoxe Pfarrkirche befindet sich auf dem im Jahr 2000 neu gestalteten Simmeringer Platz und wurde von 2002 bis 2003 errichtet. Sie ist Sitz der rumänisch-orthodoxen Gemeinde Wiens.
Pfarrkirche in Kaiserebersdorf

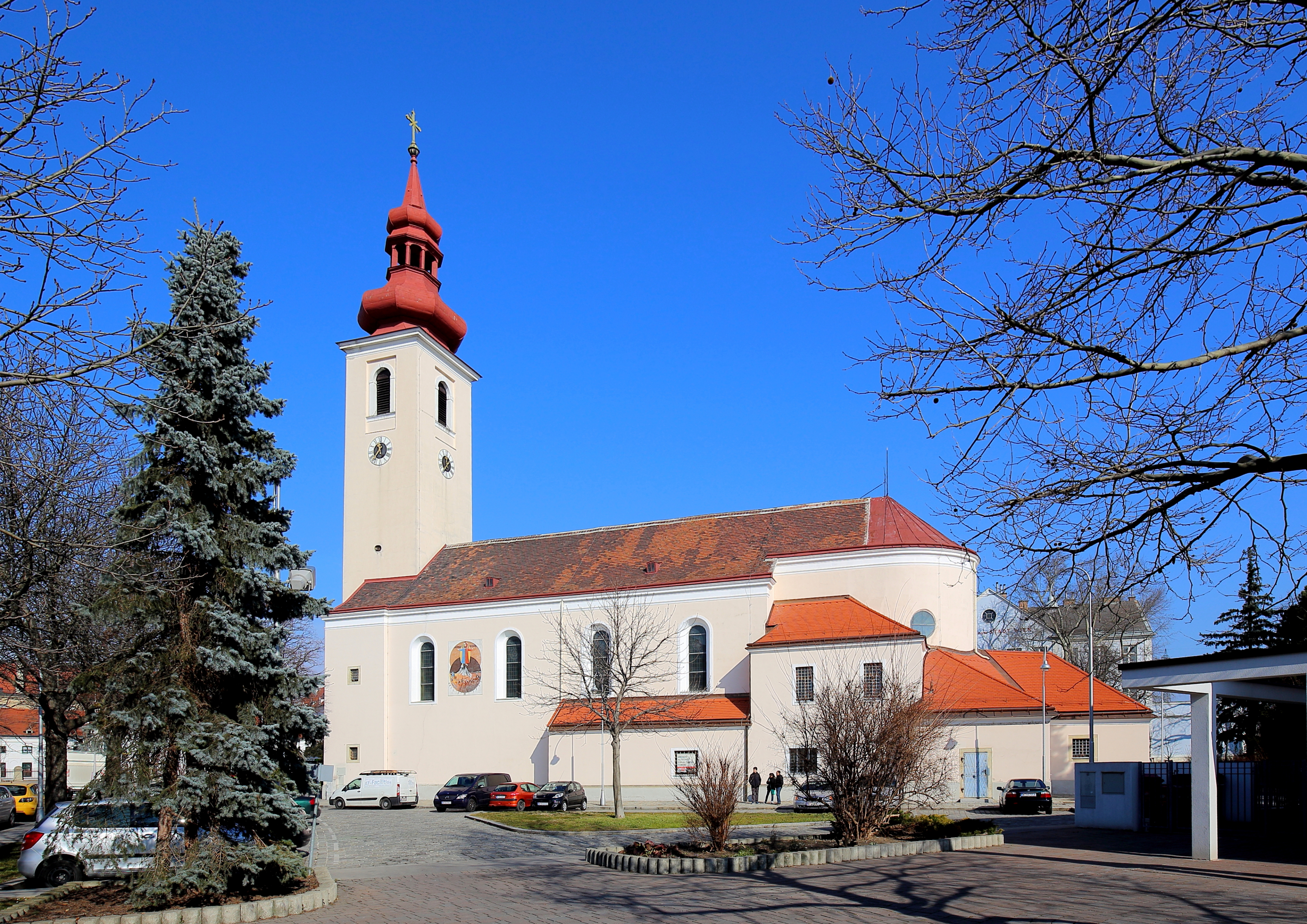
Pfarrkirche Kaiserebersdorf

Die Pfarrkirche Kaiserebersdorf – auch Hl. St. Peter und Paul bzw. Wallfahrtskirche Maria am Baume genannt − befindet sich beim Münnichplatz. Bereits um 1192 wurde eine Kirche samt eigenem Friedhof in Kaiserebersdorf im päpstlichen Zehentverzeichnis der Vatikanischen Bibliothek erwähnt. Im Laufe der Zeit wurde das Kirchenhaus immer wieder durch Ereignisse wie Hochwasser und Kriege in Mitleidenschaft gezogen, am schlimmsten während der beiden Türkenbelagerungen von Wien in den Jahren 1529 und 1683.
Obwohl der Ort damals weit außerhalb von Wien lag, wurde er samt der Kirche schwer beschädigt, und ab 1692 in spätbarocker Bauweise komplett wieder aufgebaut. 1696 konnte schließlich auch der Turm wiederhergestellt werden. 1747 wurde der Kirchenbau, durch den bekannten erzbischöflichen und kaiserlichen Barockbaumeister Mathias Gerl (1712–1762), der aus der bedeutenden Baumeisterfamilie Gerl stammte, in seiner heutigen Form erweitert und ausgebaut. 1766 wurde das Bildnis der Maria am Baume, das unzählige Pilger anzieht und dadurch das Gotteshaus zu einer Wallfahrtskirche werden lässt, beim Hochaltar angebracht.
Das Innere der Kirche zeigt ein einschiffiges, tonnengewölbtes Langhaus. Der spätbarocke Hochaltar wird durch das Gnadenbild mit der metallenen
Nachbildung des Baumes geprägt, die mächtigen Gestalten von Petrus und Paulus (die Namensgeber für den Kirchenbau) verweisen auf das Patrozinium der Kirche. Die Seitenaltäre zeigen spätbarocke Bilder der Anna selbdritt und des hl. Florian. Anfang der 70er Jahre wurde eine Umgestaltung gemäß den neuen Anforderungen vorgenommen, die eine Veränderung der Stufenanlage im Altarbereich und die Errichtung eines mobilen, schlichten Holztisches als Volksaltar sowie eines einfachen Lesepultes als Ambo umfasste.
Im Zuge einer Innenrenovierung der Kirche wurde auch die Schaffung einer dauerhaften und würdigen Altarraumlösung vorgenommen. Das geschaffene und prämierte Projekt der Architekten Geiswinkler & Geiswinkler zeichnet sich durch seine moderne Formgestaltung und Anwendung moderner Materialien aus. Der Altar besteht aus einem grün-grauen Marmorblock, der an der Oberseite poliert ist und an der Unterseite als grob behauener Fels wahrgenommen wird. Die Gestalt des Altars als Fels erinnert an Christus, die Farbe Grün-Grau steht im Zusammenhang mit der Gestaltung des Hochaltars und die glatt polierte Oberfläche symbolisiert den Tisch, um dem sich die Gemeinde versammelt. Besonderes Merkmal sind zahlreiche Stahlstäbe aus brüniertem Edelstahl, die in unterschiedlichen Stärken von einer Metallplatte (ebenfalls brünierter Edelstahl) in unregelmäßiger Anordnung die Marmormensa tragen und in sie eindringen. Zwischen den Stahlstehern schwebt ein weiterer kleinerer grob behauener Fels, in dem die Reliquienkapsel bei der Altarweihe eingesetzt wurde. Der Ambo besteht aus einer Metallschleife aus brüniertem Edelstahl. Die Metallschleife steht als Symbol der Schriftrolle. Am Anfang und am Ende der Schleife kann das Evangeliar aufgelegt werden, zwecks Vortragen und zur Präsentation. Besonderes Merkmal ist die Leichtigkeit und die Eleganz der kraftvollen Gestaltung. Durch das Material, Form und Gestalt kann der Ambo seine Bedeutung darstellen und hebt sich damit ohne Anbiederung an die bestehende barocke künstlerische Gestaltung ab. Die Altarweihe fand 2002 durch Erzbischof Christoph Schönborn statt.
Die Pfarre ist auch für die Betreuung der Kapelle Maria Königin des Himmels in der Justizanstalt Wien-Simmering zuständig.
Rumänische Baptistengemeinde Bethel
Die rumänische Baptistengemeinde Bethel befindet sich im ehemaligen evangelischen Gemeindezentrum Arche in der Svetelskystraße 7; der moderne Kirchenbau wurde durch den Architekten Christoph Thetter für die evangelische Kirche entworfen und 1997 errichtet. Thetter hat dabei alle Teile des Pfarrzentrums – die Kirche, den Kindergarten und die Pfarrwohnung − in eine langgestreckte Großform mit Innenhöfen und überdeckten Laubengängen zusammengefasst. Das Kirchenschiff selbst erhebt sich als lärchenholzverkleideter Kubus von zwölf mal zwölf mal zwölf Metern aus einem hell verputzten Sockel von Nebengebäuden. Bis in einer Höhe von 2,5 Metern, ist der Kirchenraum rundum verglast, der dadurch entstandene Luftraum darüber wird von einem umlaufenden Oberlicht erhellt. Durch die stimmigen Proportionen und Details ergibt sich eine Atmosphäre, die leicht und freundlich ist. 2016 wurde das evangelische Gemeindezentrum an die rumänische Baptistengemeinde Bethel verkauft.
Pfarrkirche St. Benedikt am Leberberg
Gleich daneben in der Svetelskystraße 9 liegt die moderne, ebenfalls helle und Licht durchflutete römisch-katholische Pfarrkirche St. Benedikt am Leberberg, die dem Heiligen Benedikt geweiht ist. Entworfen wurde dieser Kirchenbau durch den Dombaumeister zu St. Stephan, Wolfgang Zehetner. Für die Überarbeitung des Projektes zwecks schlussendlicher Ausführung waren Walter Michl und Walter Zschokke zuständig. Die Grundsteinlegung erfolgte 5. Mai 1996. Bereits am 8. Juni 1997 konnte die Kirchweihe durch Erzbischof Christoph Schönborn vollzogen werden. Leiter der Pfarre ist der aus Neapel in Italien stammende und 1966 geborene Carmine Rea. Unterstützt wird er in seiner Tätigkeit durch den aus Prato bei Florenz stammenden Kaplan Giovanni Risaliti. Die Kirche betreut auch die Chaldäisch-Katholische Gemeinde.
Kloster und Kirche St. Raphael
Das Kloster St. Raphael in der Molitorgasse 33 wurde 1926 durch die „Kongregation der Benediktinerinnen der Anbetung“ erworben. Das Haus war ursprünglich eine Villa des 1918 verstorbenen Simmeringer Fabrikanten Josef Koch. Das hier als Filiale der Kongregation untergebrachte Kinderheim erhielt seinen Namen vom ehemaligen Kindertagesheim der Caritas, das von den Barmherzigen Schwestern vom hl. Kreuz geführt wurde. Die Schwestern setzten die Tätigkeit des Caritas-Verbandes in der Molitorgasse fort. Sie betreuten bis zu Beginn des Zweiten Weltkriegs Kinder in der Tagesbetreuung und in vollbetreutem Wohnen. Während des Krieges waren es vor allem Kinder jüdischer Abstammung und Kinder mit besonderen Bedürfnissen, um deren Betreuung sich die Schwestern kümmerten.
Auch in der schwierigen Nachkriegszeit nahmen sich die Schwestern einer großen Anzahl von Kindern an. Um den stetig wachsenden Anforderungen der zeitgemäßen Pädagogik Genüge zu tun und auch entsprechende Räumlichkeiten für die wachsende Zahl von Kindern zu schaffen, wurde das Haus St. Raphael 1950 aufgestockt. Doch bereits 1955 brachte die zunehmende Kinderzahl erneut eine Raumnot. Doch die Erweiterung war wegen der Struktur des Hauses, einer alten Villa, sehr problematisch und außerdem mit hohen Kosten verbunden. Man beschloss, die alte Villa abzutragen, und dafür einen Neubau zu erstellen. Gründliche Überlegungen führten zur Entscheidung für einen dreistöckigen Neubau. So entstand in den Jahren 1965–1968 ein Klosterneubau mit einer Kirche. Dieser musste in zwei Bauabschnitten durchgeführt werden, damit sowohl die Schwestern als auch die Kinder während der Bauzeit eine Unterkunft hatten. Das Kloster ist nicht nur für Kinder und Jugendliche, sondern auch für die Seelsorge der vietnamesische Gemeinde zuständig.
Kloster der Franziskanischen Schwestern
Das Kloster Simmering befindet sich in der Simmeringer Hauptstraße 175 und untersteht der Ordensgemeinschaft der Franziskanische Schwestern von der Schmerzhaften Mutter in Wien. Im Ordenshaus ist u. a. das Franziskanisches Begegnungszentrum und das Haus Klara, ein Privatkindergarten und Schulhort des Schulvereins der Schulschwestern vom 3. Orden des hl. Franziskus, untergebracht. Nach der Eröffnung des Klosters am 24. November 1894 begannen die Schwestern in den bescheidenen Räumen ihres Hauses auf privater Basis mit einer Kinderbewahranstalt. 1959 wurde der Hort erstmals als gemischte Gruppe geführt; er bestand vorher aus einem getrennten Mädchen- und Bubenhort. Durch die gesetzlichen und gesellschaftlichen Veränderungen der Karenzzeit fiel 1999 die Entscheidung zur Eröffnung einer Kleinkindgruppe.
Darüber hinaus gibt es auf dem Bezirksgebiet noch einige kleinere Kirchen, Kapellen und Pfarren verschiedener Glaubensrichtungen.

#### Kommunale Wohnbauten der Zwischenkriegszeit
Im traditionellen Arbeiterbezirk Simmering finden sich einige architektonisch interessante, mittlerweile denkmalgeschützte kommunale Wohnanlagen des Roten Wien der Zwischenkriegszeit. An der Simmeringer Hauptstraße, unweit des Zentralfriedhofs, befindet sich die 1923 und 1928 in zwei Bauetappen errichtete Siedlung Weißenböckstraße nach Entwürfen von Franz Kaym und Alfons Hetmanek.
Rund um den Herderplatz und Herderpark wurden von 1923 bis 1926 sechs Gemeindebauten errichtet. Gestalterische Elemente des von Karl Krist entworfenen Dr.-Franz-Klein-Hof sind Arkadengänge und die Verwendung von Spitzbögen, während die von Franz Kaym, Alfons Hetmanek und Hugo Gorge geplanten Wohnanlagen Karl-Höger-Hof und Friedrich-Engels-Hof über eine sachlich gehaltene Fassade mit geometrischen Ornamenten im Fensterbereich verfügen. Der Alfons-Petzold-Hof weist romantische Stilmittel auf, die beiden Anlagen am nördlichen Ende des Herderparks sind der Josef-Scheu-Hof und der von Engelbert Mang entworfene Widholzhof. Einige der Bauten waren während des Februaraufstands von 1934 Schauplatz von Kämpfen zwischen dem Republikanischen Schutzbund und dem Bundesheer.

#### Weitere Sehenswürdigkeiten
Gasometer – Gasometer Music City

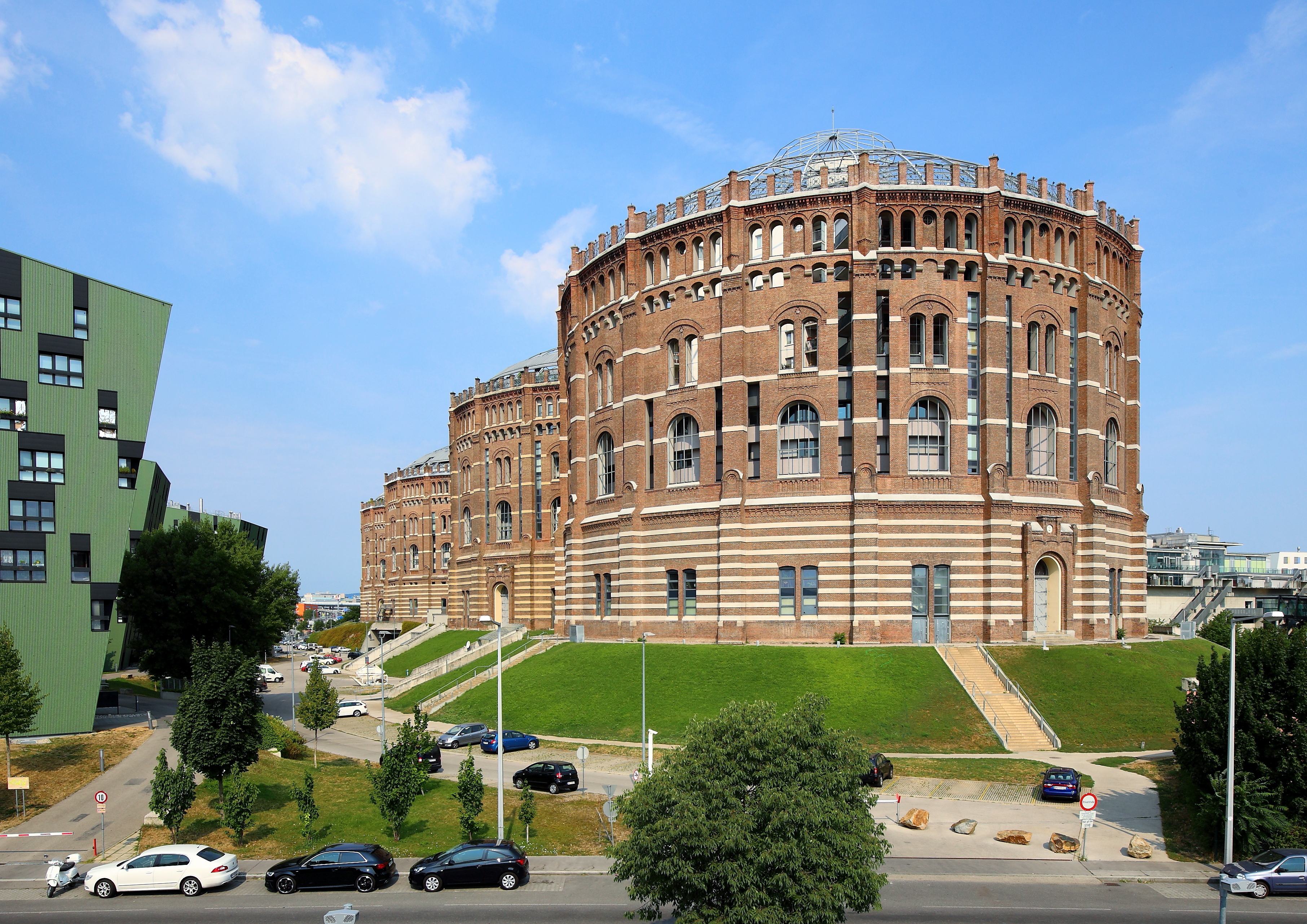
Südostansicht der Gasometer

Die Gasometer in der Guglgasse zählen zu den bekanntesten und weithin sichtbarsten Wahrzeichen Simmerings, wenngleich sie sich knapp an der Grenze zum Bezirk Landstraße befinden. Die Gebäude wurden von 1896 bis 1899 errichtet und dienten bis 1984 als Gasbehälter des Gaswerks Simmering. Einige Jahre lang wurden die seit 1978 unter Denkmalschutz stehenden Bauwerke gelegentlich als Veranstaltungsort genutzt, bis in den 1990er Jahren eine langfristige Nachnutzung beschlossen wurde. Von 1999 bis 2001 erfolgte eine aufwendige Revitalisierung, heute befinden sich in den vier Gasometern Wohnungen, Büros, Lokale, ein Fitnesscenter, mehrere Arztpraxen, eine Außenstelle der Wiener Gebietskrankenkasse, eine kleine Shoppingmall, ein Kindergarten, ein Entertainment Center unter anderem mit Kino (Hollywood Megaplex) und Bowling, das Wiener Stadt- und Landesarchiv (Magistratsabteilung 8), die Konzerthalle Planet.tt. – Bank Austria, die Johann Sebastian Bach Musikschule (JSBM), das JSBM Klassik Institut, die POP Akademie Gasometer, das Performing Center Austria PCA, das Jam Music Lab – Conservatory for Jazz and Popular Music Vienna, und die EMA Elektronik Musik Akademie.
Schloss Kaiserebersdorf
Das 1269 erstmals urkundlich erwähnte Schloss Kaiserebersdorf war ursprünglich eine festungsartige Burg und wurde im Anfang des 16. Jahrhunderts zum Jagd- und Lustschloss umgebaut. 1552 wurde hier die erste Menagerie Europas eingerichtet. Nachdem das Schloss im Zuge der Zweiten Türkenbelagerung abgebrannt war, wurde es von 1687 bis 1689 im barocken Baustil wieder errichtet. In weiterer Folge diente das Schloss als Armenhaus, Kaserne und Monturdepot und ab 1929 zunächst als Bundesanstalt für Erziehungsbedürftige, bevor es Mitte der 1970er Jahre zur Justizanstalt Simmering ausgebaut wurde.
Schloss Neugebäude
Das Schloss Neugebäude war eine prachtvolle Schloss- und Gartenanlage, die Kaiser Maximilian II. ab 1569 errichten ließ. Bereits nach seinem Tod begann jedoch die Anlage zu verfallen, von 1744 bis 1918 wurde das Schloss militärisch genutzt. Danach wurde ein großer Teil des Gartens einem neuen Verwendungszweck zugeführt, hier wurde die 1922 fertiggestellte Feuerhalle Simmering und der zugehörige Urnenhain errichtet. Heute sind nur noch Teile des ehemaligen Schlosses intakt, 2002 wurde die Anlage für die Öffentlichkeit freigegeben, sie wird seither als Veranstaltungsort genutzt.
Rosenhof
Der unter Denkmalschutz stehende Rosenhof in der Mautner-Markhof Gasse wurde um 1670 als Herrensitz an der Stelle dreier dem Himmelpfortkloster im damaligen Wien zinspflichtigen Anwesen errichtet. Erbauer des Herrensitzes war Siegfried Christoph der jüngere Graf von Breuner (* 1635; † 8. Mai 1698).
Um 1850 wurde im Rosenhof eine Spiritusfabrik eingerichtet.
Seit 1861 befindet er sich im Besitz der Familie Mautner Markhof.
Thurnhof
Der ebenfalls unter Denkmalschutz stehende Thurnhof (später Sitz der Simmeringer Brauerei) an der Mautner-Markhof-Gasse 40 wurde urkundlich erstmals um 1405 erwähnt. Ab 1605 wurde im Thurnhof Bier gebraut. 1677 ging der Thurnhof in den Besitz des Himmelpfortklosters in Wien über, 1783 an die Staatsgüteradministration. 1821 kaufte Braumeister Georg Meichl den Hof und ließ dort u. a. das beliebte Märzenbier herstellen. Ab 1870 ging die Brauerei durch Heirat in den Besitz der später in ganz Altösterreich bekannten Schwechater Brauerfamilie Dreher über. 1913 fusionierte die Wiener Dreher-Brauerei mit der St. Marxer Brauerei der ebenfalls im Brauereigewerbe tätigen Familie Mautner Markhof. 1930 wurde die Simmeringer Brauerei stillgelegt.
Schloss Thürnlhof
Das Schloss am Münnichplatz in Kaiserebersdorf wurde um 1200 erstmals urkundlich als Herrenhof erwähnt. Es wird vermutet, dass sich auf dem Platz des Schlosses damals der in einer Schenkungsurkunde aus dem Jahr 1161 von Babenbergerherzog Heinrich II. Jasomirgott an das Wiener Schottenkloster erwähnte Wolfgerhof zu Eberstorff befand. Der Ursprung dieses Hofes könnte auf Wolfger von Suechant zurückgehen, der 1108 im Salbuch des Stiftes Klosterneuburg erstmals als Gründer oder Besitzer des Nachbarortes Schwechat aufscheint.
1357 übernahm Peter von Ebersdorf den Herrenhof. Er war als prominenter Zeuge anwesend, als Herzog Rudolf der Stifter am 12. März 1365 mit seinen Brüdern Albrecht und Leopold den Stiftungsbrief für die Alma Mater Rudolphina siegelte. 1499 ging durch Maximilian I., den letzten Ritter, Ebersdorf in kaiserlichen Besitz über. 1529 brach im Zuge der Belagerung Wiens das osmanische Heer unter Sultan Soliman zum ersten Mal über das Schloss herein; es wurde beim Abbruch der Belagerung der Stadt als Brandruine hinterlassen.
1562 schenkte Kaiser Ferdinand I. seinem Unterkoch Michael Pfeiffer und dessen Gattin Ursula, die als Wäscherin der kaiserlichen Tischwäsche tätig war, zu seinem Schloss in Ebersdorf noch zwei Brandstätten „mit dem alten Gemäuer und zwei öden Thürndln“. 1668 nächtigte Kaiser Leopold I. nach einer Feuersbrunst in der Hofburg im schon lange wieder errichteten Schloss Thürnlhof. 1683 befand sich das Schloss neuerlich im Aufmarschgebiet der Wien belagernden Osmanen.
Ab 1700 übernahm der kaiserliche Schlosshauptmann Johann Thomas von Ehrenberg den Besitz, in seiner Nachfolge die Gräfin von Kollonitz, geb. von Meggau, 1717 die Gräfin von Fünfkirchen. Von ihr wurde die Johannes-von-Nepomuk-Statue, die sich derzeit vor der Hauptfront der Pfarrkirche St. Peter und Paul am Münnichplatz befindet, vor dem Schloss Thürnlhof aufgestellt. Der Heilige sollte vor den Hochwässern der Schwechat, die durch den so genannten Kalten Gang unweit des Schlosses vorbeifloss, schützen.
Um 1755 erwarb Graf Korzensky von Tereschau, Justizpräsident und Geheimrat, das Schloss. Die Glanzperiode für Schloss Thürnlhof begann. Das Herrenhaus wurde vergrößert und gemäß dem Kunstsinn der damaligen Zeit auf das geschmackvollste eingerichtet. Der Garten wurde durch Ankauf von Nachbargrundstücken zu einem Zier- und Lustgarten erweitert. Die heute nicht mehr vorhandene Freitreppe flankierten Kolossalstatuen, die Taten des Herkules darstellend, von Lorenzo Mattielli. Diese Statuen befinden sich heute vor den von Schauflergasse und Michaelerplatz in den Burghof der Hofburg führenden Toren.
1801 übernahm Caroline Freiin von Bietagh das Anwesen. Am 18. Mai 1809 bezog der französische Kaiser Napoleon Bonaparte während der Schlacht bei Aspern, zusätzlich zu seinem Feld- und Kampfhauptquartier in der Lobau, sein Hauptquartier im Schloss Thürnlhof und blieb bis 5. Juli in Kaiserebersdorf. Nach der Schlacht, die die Österreicher unter Erzherzog Karl gewannen, soll er im Schloss vor Erschöpfung bis zu 36 Stunden durchgeschlafen haben.
1832 übernahm Joseph Köppl den Besitz. Noch im selben Jahr richtete Ferdinand Brandeis eine Zuckerfabrik im Schloss ein. 1874 pachtete die Firma Langnese & Company, eine Dampf-, Cakes- und Bisquitfabrik, das Schloss Thürnlhof. 1877 erwarb es die Gemeinde Kaiserebersdorf um 19.500 Gulden, um es als Schul- und Wohnhaus zu nutzen. 1880 stand während einer Überschwemmung das Wasser am 4. Jänner in der Kirche und im Pfarrhof sowie im Schloss fünf Schuh hoch, das ist 1,58 m.
1971 erwarb Hubert Klösch das Anwesen und eröffnete einen Schlossheurigen. 1989 wurde Schloss Thürnlhof dann zu einem gutbürgerlichen Wiener Restaurant umgebaut. Schließlich erwarben 2003 Hans und Silvia Hallwirth das Schloss und führten es als Restaurant weiter.
Mühlbergerhof – Ehemalige Brauerei Kaiserebersdorf – Sterbehaus von Jean Lannes
Der Mühlbergerhof eine ehemalige herrschaftliche Brauerei in der von 1470 bis 1924 Bier gebraut wurde, befindet sich in der Mailergasse 12 im Stadtteil Kaiserebersdorf. Um 1670 erwarb der kaiserliche Großbuchhändler Michael Müller von Mühlberg, von dem sich der endgültige Name des Hofes ableitet, den Besitz. Er ließ die Brauerei von einem von ihm bestellten Bräuer bestellen, während er selbst in der Stadt für den Vertrieb des Bieres sorgte. 1685 kaufte Graf von Thurn-Valsassina das durch den Türkenkrieg beschädigte Anwesen. Die Besitznachfolge trat 1716 der Bräuer des Grafen Thun-Valsassina, Johann Georg Uhl an. Am 31. Mai 1809 starb im Herrenhaus der Brauerei, der bekannte französische Offizier und enge Freund Napoleon Bonaparte, (der den sterbenden in dieser Zeit, dreimal aufsuchte), Marschall Jean Lannes, Prince de Sievers, Duc de Montebello aufgrund seiner schweren Verwundung bei der Schlacht bei Aspern. Noch heute erinnert eine angebrachte Gedenktafel am Haus daran. 1868 kaufte Bernhard Stippberger der Hotelbesitzer „Zur Stadt Frankfurt“ in Wien, diese Liegenschaft. Der die Mälzerei an den Brauhausbesitzer Anton Dreher senior in Schwechat verpachtete, bis dann 1924 die endgültige Auflösung des Betriebes erfolgte.

### Museen
Das Bezirksmuseum Simmering ist im Simmeringer Amtshaus am Enkplatz untergebracht und stellt in seiner Dauerausstellung die Geschichte der drei Bezirksteile Kaiserebersdorf, Albern und Simmering dar. Weitere Schwerpunkte des Museums bilden die Grabungsdokumentation eines Awaren-Gräberfeldes, die Geschichte von Schloss Kaiserebersdorf und Schloss Neugebäude sowie die Dokumentation des Friedhofs der Namenlosen. Ein jahrzehntelanger Mitarbeiter des Museums war der bekannte Bibliothekar des DÖW und Sachbuch-Autor Herbert Exenberger (1943–2009).
Das Bestattungsmuseum Wien, das bis Herbst 2013 im 4. Bezirk (Goldegggasse) untergebracht war, befindet sich seit Herbst 2014 im Areal des Zentralfriedhofs (Untergeschoß der Aufbahrungshalle 2, vom Haupteingang beim Tor 2 rechts).

### Friedhöfe

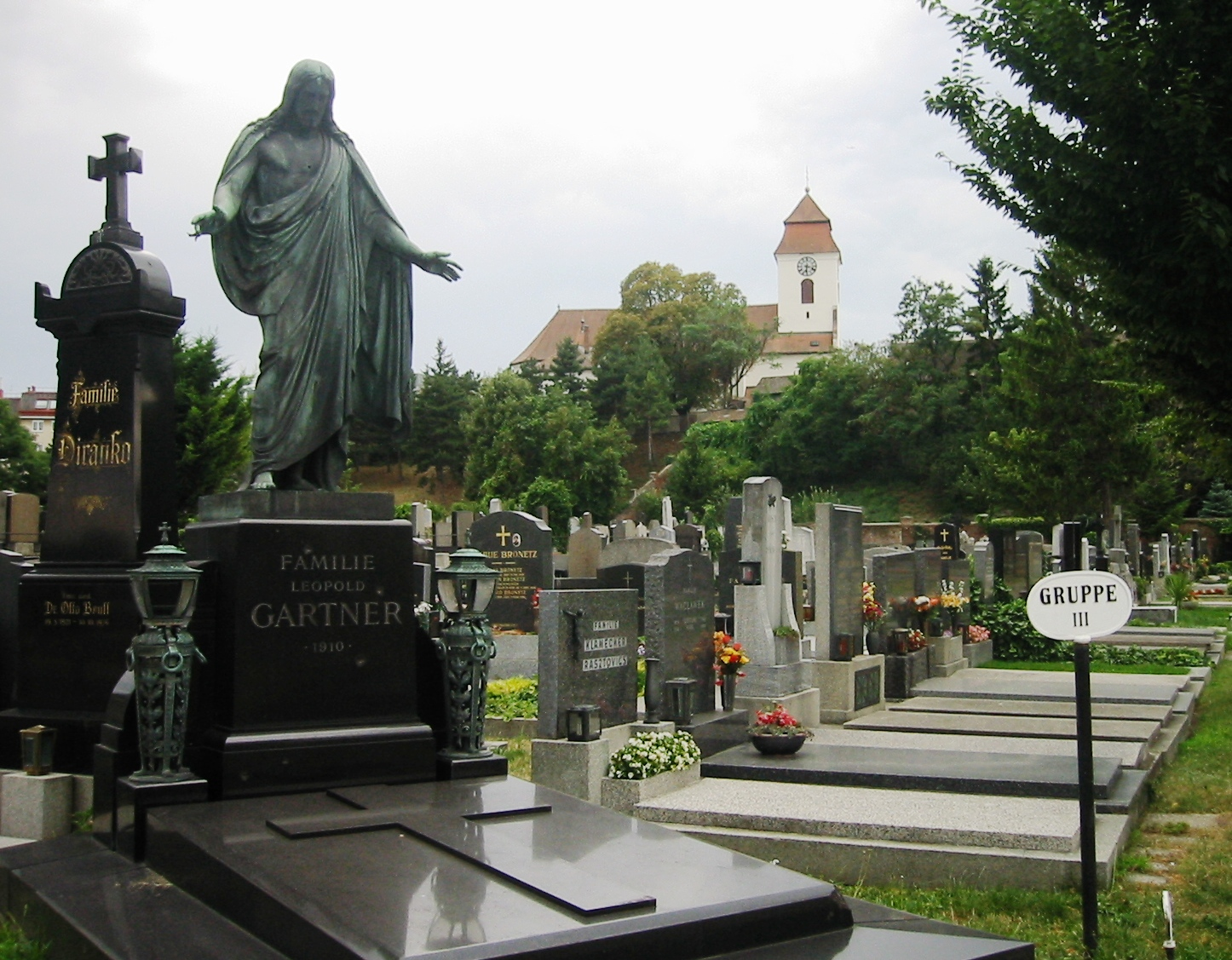
Simmeringer Friedhof

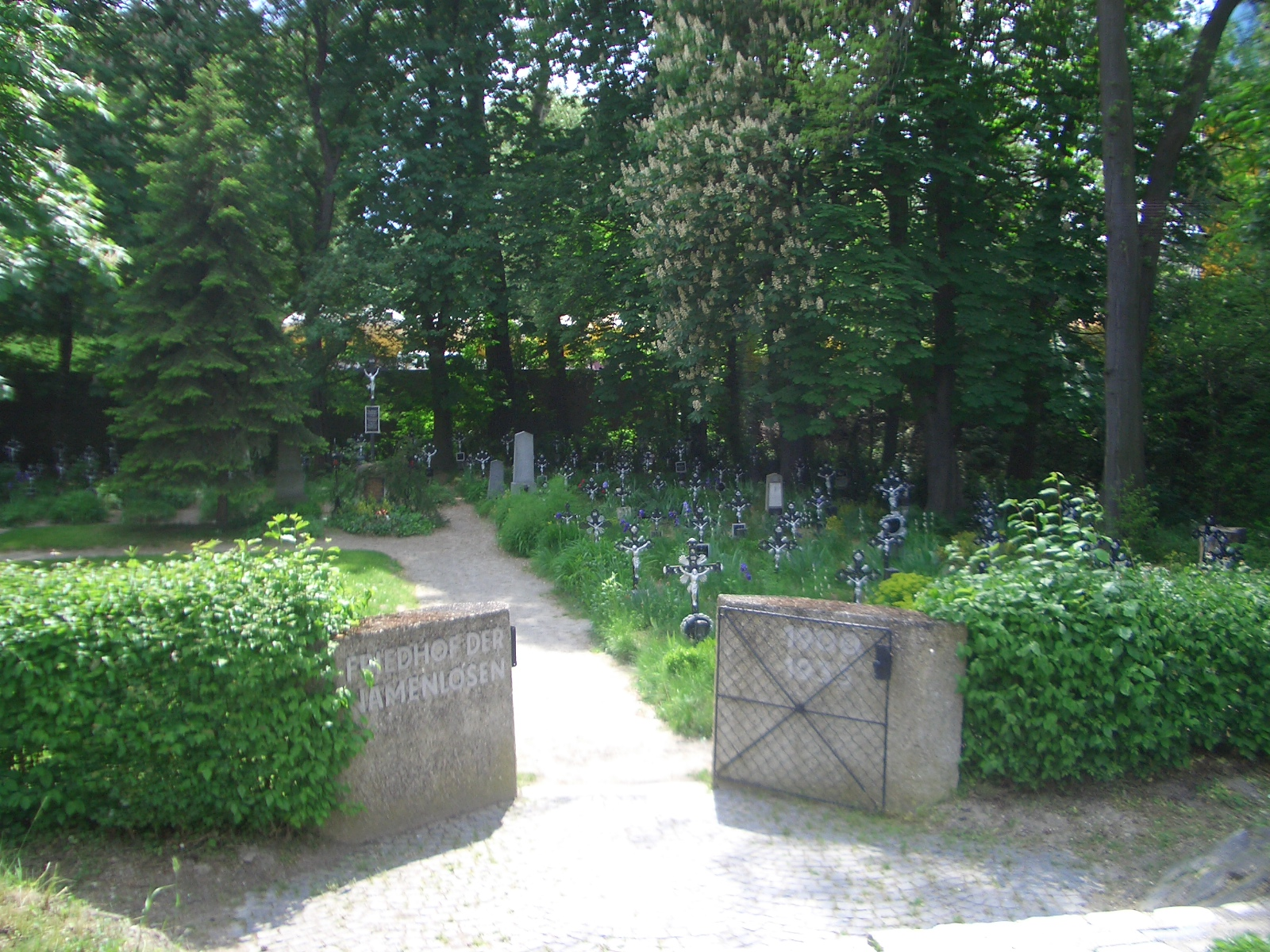
Friedhof der Namenlosen

Der Wiener Zentralfriedhof an der Simmeringer Hauptstraße im Süden des Bezirks ist der mit Abstand größte Friedhof Wiens und Österreichs. Mit seinen knapp 2,5 km² nimmt er mehr als ein Zehntel der Simmeringer Bezirksfläche ein. Zu den wichtigsten Sehenswürdigkeiten des Friedhofs zählen die Karl-Borromäus-Kirche (auch bekannt als Dr. Karl Lueger Gedächtniskirche) und die Ehrengräbergruppen mit den Grabstätten prominenter Verstorbener. Darüber hinaus befinden sich auf dem riesigen Areal verschiedene konfessionelle Friedhöfe bzw. Abteilungen, jenseits der Simmeringer Hauptstraße besteht seit 1922 die Feuerhalle Simmering. Der Wiener Liedermacher Wolfgang Ambros widmete dem 1874 eröffneten „Zentral“ zum 100-jährigen Bestehen das Lied Es lebe der Zentralfriedhof mit der Liedzeile Wenn’s Nacht wird über Simmering, / kommt Leben in die Toten …
Im äußersten Osten von Simmering befindet sich der Friedhof der Namenlosen. Hier wurden von 1840 bis 1940 mehrere hundert Personen beerdigt, die als Wasserleichen von der Donau angeschwemmt wurden und in den meisten Fällen nicht identifiziert werden konnten. Der alte, vor 1900 belegte Teil des Friedhofs wurde allerdings mehrmals überschwemmt und ist heute von der Vegetation vereinnahmt und nicht mehr als Friedhof zu erkennen.
Der Simmeringer Friedhof befindet sich hinter der Altsimmeringer Pfarrkirche im alten Ortskern von Simmering. Er wurde vermutlich zur selben Zeit wie die Kirche gegründet, seit Ende des 18. Jahrhunderts mehrmals erweitert und wird auch heute noch belegt. Der Kaiserebersdorfer Friedhof an der Thürnlhofstraße existiert seit dem 17. Jahrhundert an diesem Standort, der ursprüngliche Kaiserebersdorfer Ortsfriedhof dürfte sich auf dem heutigen Münnichplatz befunden haben.
Gegenüber dem Zentralfriedhof befindet sich der im November 2011 eröffnete Tierfriedhof Wien. Auf diesem ersten Tierfriedhof der Stadt sind auf 2500 Quadratmetern kreisförmige Gräberfelder rund um Bäume angelegt, die mehreren hundert Erd- und Urnengräbern Platz bieten. Zur Anlage gehören auch eine Urnenwand und Verabschiedungsräumlichkeiten.
Das Wiener Tierkrematorium existiert bereits seit 1992 und befindet sich an der Alberner Hafenzufahrtsstraße. Von 2010 bis 2011 wurde das Krematorium umgebaut. Es werden sowohl einfache Kremierungen als auch Einzelkremierungen angeboten, zur Verabschiedung von dem verstorbenen Haustier steht ein Verabschiedungsraum zur Verfügung.

### Parkanlagen

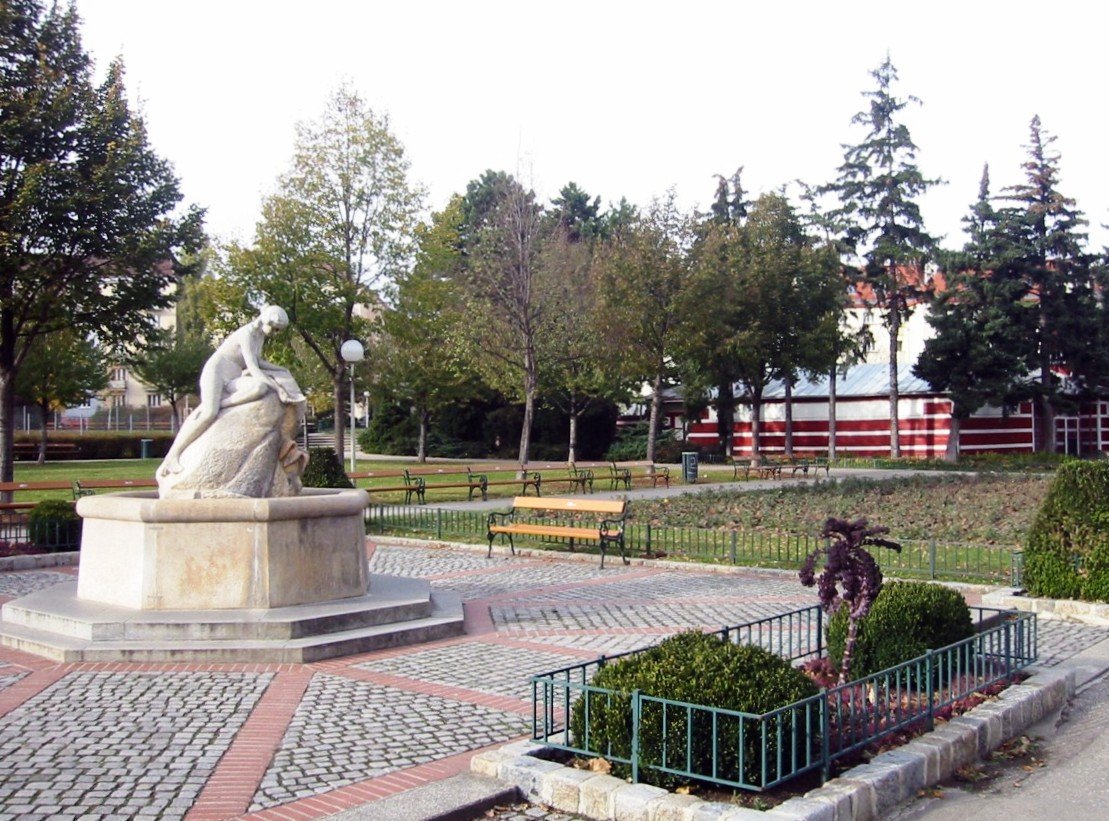
Herderpark

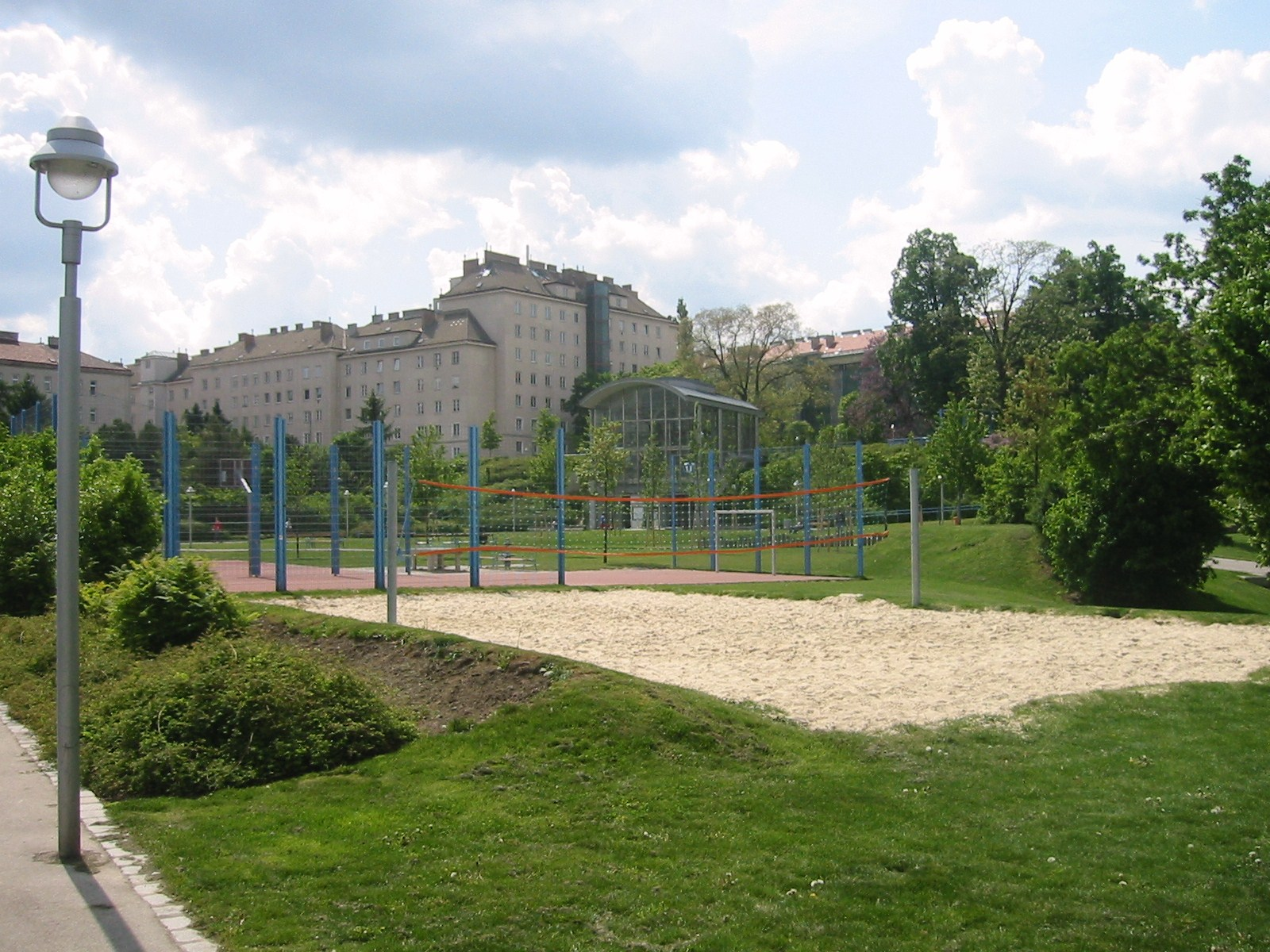
Hyblerpark

Siehe auch: Liste der Wiener Parks und Gartenanlagen/Simmering
Mit 42.600 m² ist der Herderpark die größte Simmeringer Parkanlage. Er wurde 1930 eröffnet, nach dem Zweiten Weltkrieg erweitert und 2006 revitalisiert. Das Areal umfasst unter anderem ein Familienbad, Spiel- und Sportplätze, eine Basketball- und Streetballanlage, einen speziell für Jugendliche gestalteten Teil des Parks und einen vor allem den Bedürfnissen von Senioren angepassten Bereich. Im Zentrum des Parks befindet sich der von Franz Sautner gestaltete Meerjungfrau-Brunnen.
Der rund 27.500 m² große Hyblerpark wurde im Zuge der Errichtung der U-Bahn-Station Zippererstraße neu gestaltet. Aufgrund des Gefälles in diesem Bereich ist der Park terrassenförmig angelegt. Ein Kindertagesheim und vor allem die U-Bahn-Station wurden mit der gebotenen landschaftsarchitektonischen Behutsamkeit in die Anlage integriert. Der Park ist nach Wenzel Hybler benannt, der von 1886 bis 1918 das Wiener Stadtgartenamt leitete.
Die zusammen rund 46.000 m² großen Parkanlagen Stadtpark Leberberg und Hofgartel wurden in den 1990er Jahren errichtet und befinden sich im Stadterweiterungsgebiet Leberberg, mit seinen ca. 24.000 Einwohnern (Stand laut Wien Holding vom 11. Juli 2007). Der Stadtpark Leberberg verfügt über einen Teich, der vom Regenwasser der umliegenden Hausdächer gespeist wird. Ein Teil des Grünbereiches am Westrand wird vom Wiener Forstamt verwaltet. Unter anderem gibt es dort eine Skateranlage, einen Beachvolleyball-Platz und einen erst 2010 eröffneten, rund 1.100 m² großen Wasserspielplatz für Kinder und Jugendliche hauptsächlich zwischen 6 und 12 Jahren.
Der rund 12.500 m² große Park („Unterer Garten“) im Schloss Neugebäude wurde ursprünglich im Jahre 1568 als Renaissance-Schlosspark errichtet. Von 1573 bis 1579 weilte der bedeutende Botaniker Clusius in Wien und wurde Garten-Direktor des Kaisers Maximilian II. Er holte die Tulpe und die Rosskastanie über Konstantinopel nach Wien, sowie den aus Persien stammenden Flieder. Dieser blühte hier 1576 zum ersten Mal in Europa. 2010 erfolgte die Errichtung einer öffentlichen Parkanlage auf dem Areal des ehemaligen Unteren Gartens in Anlehnung an den ursprünglichen Grundriss.

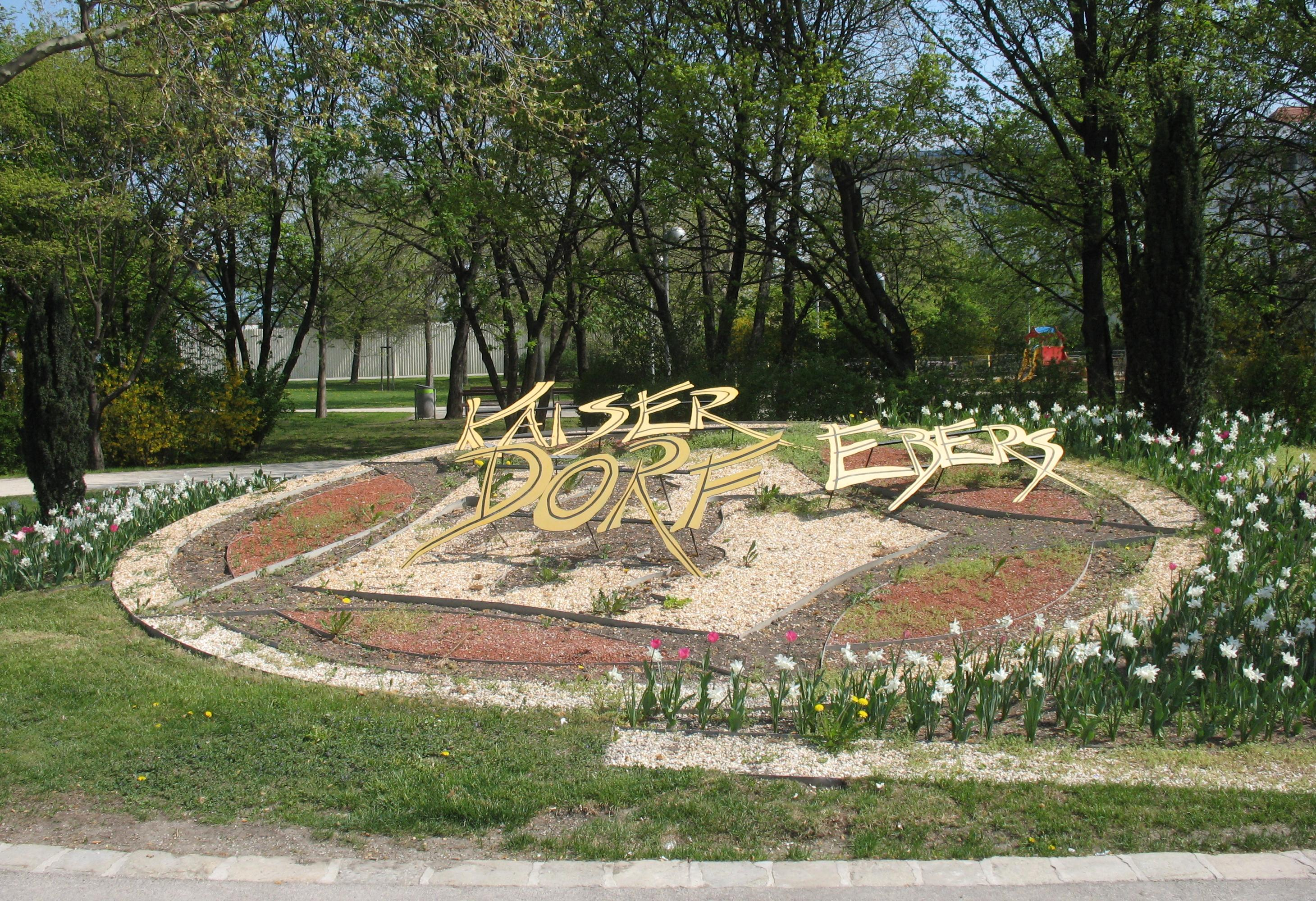
Hans-Paulas-Park

Der 2002 neu gestaltete 10.200 m² große Hans-Paulas-Park in Kaiserebersdorf verfügt über eine Piazza samt erweiterten Kinderspielplatz.
Der 3.000 m² große Haugerpark wurde nach der Fertigstellung der U3 2003 von der Landschaftsplanerin Marija Kirchner zwischen Simmeringer Platz und Lorystraße neu gestaltet wurde und lädt vor allem zum Skaten und Ball spielen ein.
Der 3200 m² große Seeschlachtpark war bis 2001 noch eine Gärtnerei und davor ein Donaubett. Die unverwechselbare Parkanlage wurde durch die Wiener Landschaftsplanerin Cordula Loidl-Reisch zur Erinnerung an die Zeit der alten Simmeringer Gärtnerei mit charakteristischen, streng linear bepflanzten Strukturen entworfen. Die Beete sind ähnlich wie in Gärtnereien mit vielen Exemplaren jeweils einer Pflanzenart besetzt: Streifen mit Chinaschilf (Miscanthus), mit kleinen Strauchweiden, mit Rosen, mit Sommerblumen wie Cosmos oder Kapuzinerkresse. Auch eine extravagante Baumart wurde gewählt, die selten in dieser Form herangezogen wird, nämlich der Feuer-Ahorn (Acer ginnala). Dieser attraktive Kleinbaum aus Asien beeindruckt vor allem mit seiner sensationellen roten Herbstfärbung.
Der 900 m² große Biedermeiergarten Krötzlergasse wurde 2002 von einem privaten Biedermeiergarten zu einer öffentlichen Parkanlage umgestaltet. Bei der Gestaltung des Parks wurde weitgehend der historische Ursprung berücksichtigt. Ein Wegkreuz umrundet das zentrale Mittelrondeau, die Biedermeier-Staudenbeete mit ihrer klassischen Buchseinfassung orientieren sich an historischen Vorbildern. Ein Platzmotiv ist gerahmt mit einer Pergola, und ein zweites dient als Kleinkinderspielplatz. Die Anlage ist mit Krippgitter eingefriedet.

### Sport
Simmering ist der Sitz des Österreichischen Poker Sport Verbands. Bis zum Jahr 2017 war der Österreichische Pferdesportverband OEPS hier ansässig.
Zu den bekanntesten Simmeringer Fußballvereinen zählt der 1. Simmeringer SC, der derzeit in der Wiener Stadtliga (vierthöchste Liga) spielt und 1926 den dritten Rang in der höchsten Liga erreichte. Der 1. SSC nahm insgesamt 36-mal an der höchsten österreichischen Spielklasse teil. Zuletzt in der Saison 1982/83. Lokalrivale ist der ebenfalls in der 2. Wr. Landesliga spielende Verein Ostbahn XI, bei dem einst Herbert Prohaska seine Karriere als Nachwuchsspieler begann.
Yellow Star Simmering wurde offiziell am 6. Juni 1973 gegründet und gewann in der Saison 1984/85 den Herbstmeistertitel, den Cup-Bewerb und die Meisterschaft samt Aufstieg in die 2. Klasse A. Der 1923 gegründete Fußballverein SC Kaiserebersdorf war von 1938 bis 1946 auch als SC Slavonia bekannt. Bis 1938 war der Verein vier Mal Meister und stieg in die 2. Klasse auf. In der Saison 1956/57 gewann er wieder einen Meistertitel. Nach diversen Namensänderungen in den 2010er Jahren existiert der Verein nicht mehr.
Der Sportplatz Mautner in der Simmeringer Haidestraße 1 war die Heimat für zwei Wiener Fußballmannschaften, die dem Wiener Fußball-Verband angehören. Der 1926 gegründete SC Mautner Markhof wurde der mit seiner Herrenmannschaft 2004 zum dritten Mal in Folge Meister in der 1. Klasse, Gruppe B. Seit 2008 hatte der Fußballclub auch eine eigene Damenmannschaft. Mittlerweile wurde der Verein aufgelöst. Der zweite Fußballclub auf dem Platz war der 2005 gegründete integrative Club SC NAFA (New African Football Academy), der mittlerweile auf der Marswiese spielt.
Die Sportunion Simmering ist im Bezirk mit den Sportarten Turnen, Gymnastik und Volleyball vertreten. Auch der älteste Sportkegelverein Österreichs, der 1885 gegründete KSK Post R.S., befindet sich in Simmering. Weitere Sportvereine und Verbände sind der Veloclub Simmering (Radsport), WAT Simmering (Badminton), der mit 157 Mitgliedern der größte Badminton-Verein in Österreich ist, der ASKÖ Volleyball Club Simmering (Damenvolleyball), der American Football Bund Österreich (AFBÖ) (Football), die Raiffeisen Vikings Vienna American Football Club (kurz Raiffeisen Vikings Vienna AFC) (Football), der Bogensportclub Arcus (Bogensport) sowie der Judoverein Black Shihan und die größte koreanische YU-Taekwondo Kampfsportschule in Österreich.

## Wirtschaft

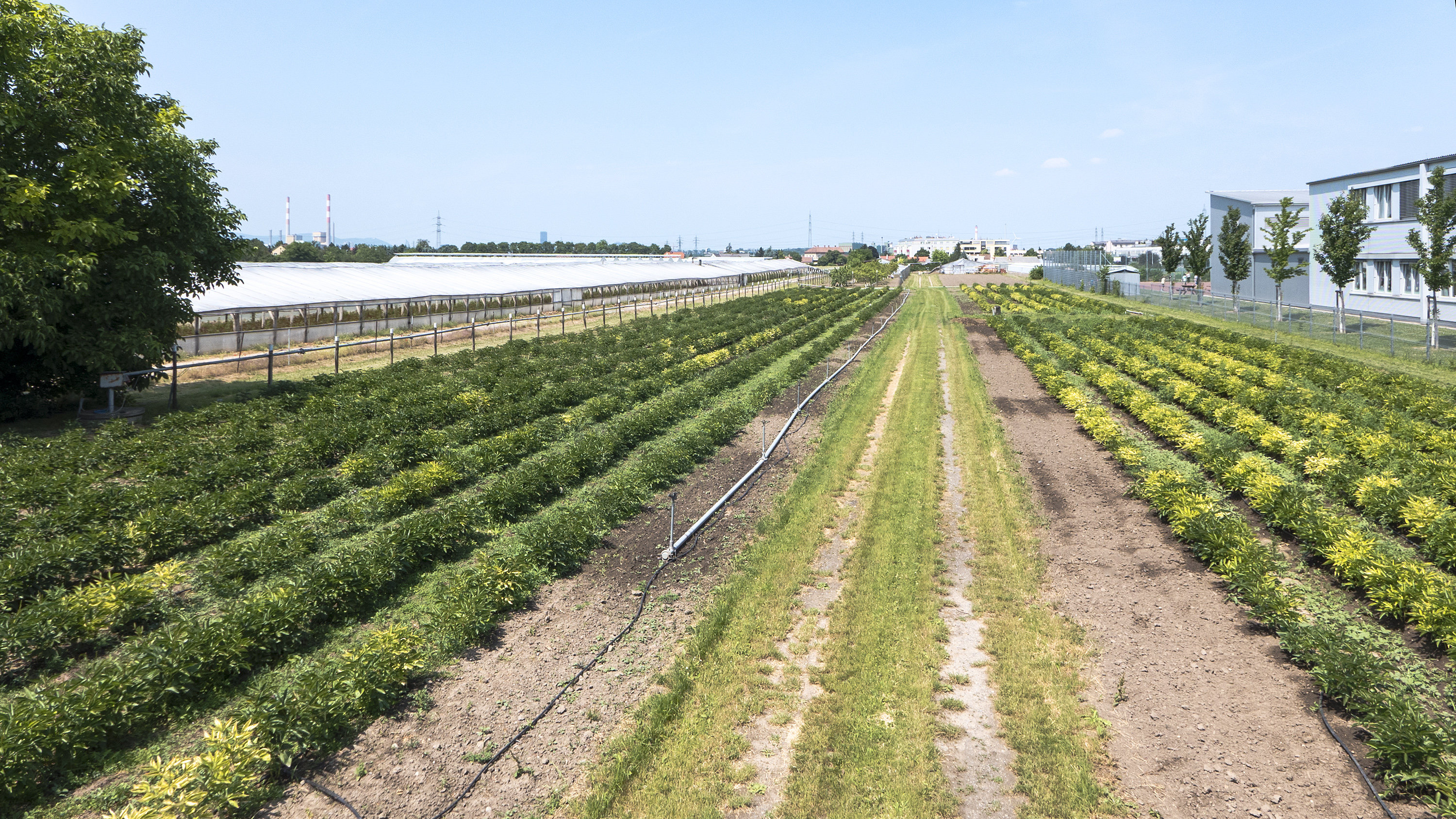
Landwirtschaft in Simmering

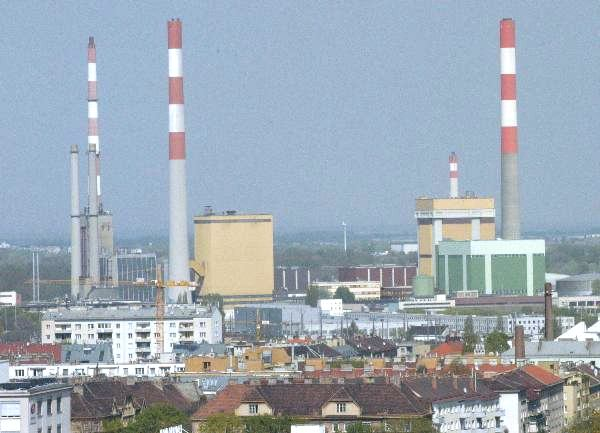
Elektrizitätswerk Wien-Simmering

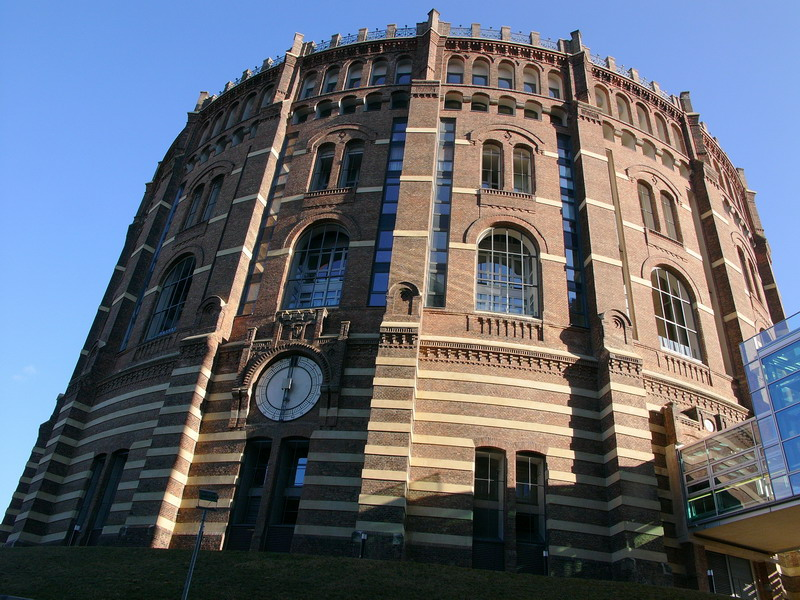
Die Gasometer im Gaswerk versorgten Wien einst mit Gas.

Zahlreiche traditionelle Industriebetriebe wie SGP (Maschinen-, Kessel-, Waggonbau Fabrik), mittlerweile Siemens (Schienenfahrzeugproduktion), Steyr (Rüstung-, Waffen- und Militärfahrzeugherstellung), Hörbiger (Kompressorventile, gegründet von Hanns Hörbiger) und andere Firmen der Elektro- und Pharmaindustrie haben sich im Gebiet des 11. Bezirkes niedergelassen. Auf der Simmeringer Haide befinden sich große miteinander verbundene unverbaute Grünflächen und Felder mit vielen Pflanzen- und Gemüsegärtnereien, die man auch in anderen Bezirks-Teilen von Kaiserebersdorf und Albern vorfindet, und die die Stadt mit Lebensmitteln und Blumen versorgen. Auch die größte österreichische Vermarktungsorganisation für Gärtnereiprodukte, die LGV-Frischgemüse Wien, befindet sich in Simmering. Weiters gibt es auch entlang und rund um die Simmeringer Hauptstraße beginnend ab Simmeringer Platz sehr viele Friedhofsgärtnereien und Steinmetzbetriebe. Seit 1999 werden in Kaiserebersdorf für das Hotel Sacher die Original Sacher-Torte und andere Süßwaren hergestellt. Auch die Konditoreikette L. Heiner hat ihre Produktionsstätte in Simmering.

### Einkaufszentren
An der Simmeringer Hauptstraße, der Einkaufsstraße des Bezirks, befindet sich das 1981 errichtete Zentrum Simmering, das mehrmals umgebaut bzw. erweitert wurde und rund 70 Geschäfte inklusive Gastronomie beherbergt. Der HUMA Einkaufspark in der Landwehrstraße wurde 1987 eröffnet. Nach dem vollständigen Umbau und der darauffolgenden Neueröffnung am 3. März 2016 als huma eleven wurde das Einkaufszentrum bis Herbst 2017 um mehrere Shops erweitert. Auf einer Verkaufsfläche von 63.500 m² (inklusive des nahegelegenen METRO und Metro Tankstelle) befinden sich heute über 60 Geschäfte. Auch in den ehemaligen Gasometern, die 2001 unter anderem für Wohnungen umgebaut wurden, befindet sich ein Einkaufszentrum, das sich ursprünglich über alle vier Gasometertürme und den Zubau erstreckte, sich seit 2012 aber nur noch im Gasometer A befindet und über rund 30 Geschäfte verfügt.
Darüber hinaus gibt es in Simmering noch kleinere Einkaufszentren wie beispielsweise das Ekazent Thürnlhofstraße.

## Städtische Versorgungsinfrastruktur
Der 11. Bezirk war schon immer für seine industriellen Standorte bekannt. Im 19. Jahrhundert errichtete die Gemeinde Wien in Simmering das Elektrizitätswerk für die Versorgung der Wiener Straßenbahn mit elektrischen Strom, sowie ein Gaswerk zur Versorgung der städtischen Beleuchtung mit Stadtgas. Das Gaswerk war von 1899 bis 1978 für die Gaserzeugung in Betrieb – heute dient es nur mehr als Übernahmestelle für das gelieferte Erdgas. Von diesem Gaswerk stammen die je 70 Meter hohen Gasometer, die nach einer Revitalisierung im Jahr 2001 heute unter anderem Wohnungen und eine Shoppingmall beherbergen.
Auf dem Bezirksgebiet befinden sich noch andere städtische Infrastruktureinheiten wie das Kraftwerk Simmering, die EBS (Sondermüllverwertung und -verbrennung), die Wiens Hauptkläranlage, in der etwa 90 Prozent der Abwässer der städtischen Kanalisation gereinigt werden, die 2007 eröffnete Biogas Wien zur Verwertung nichtkompostierbarer biogener Abfälle und ab der geplanten Fertigstellung 2008 die im selben Bauwerk untergebrachte Müllverbrennungsanlage Pfaffenau sowie auch Gebäude des Bundes wie eine Justizanstalt.

## Verkehr
Der 11. Bezirk war und ist Ausgangspunkt zahlreicher Verkehrswege nach Süden und Osten.

### Straßen

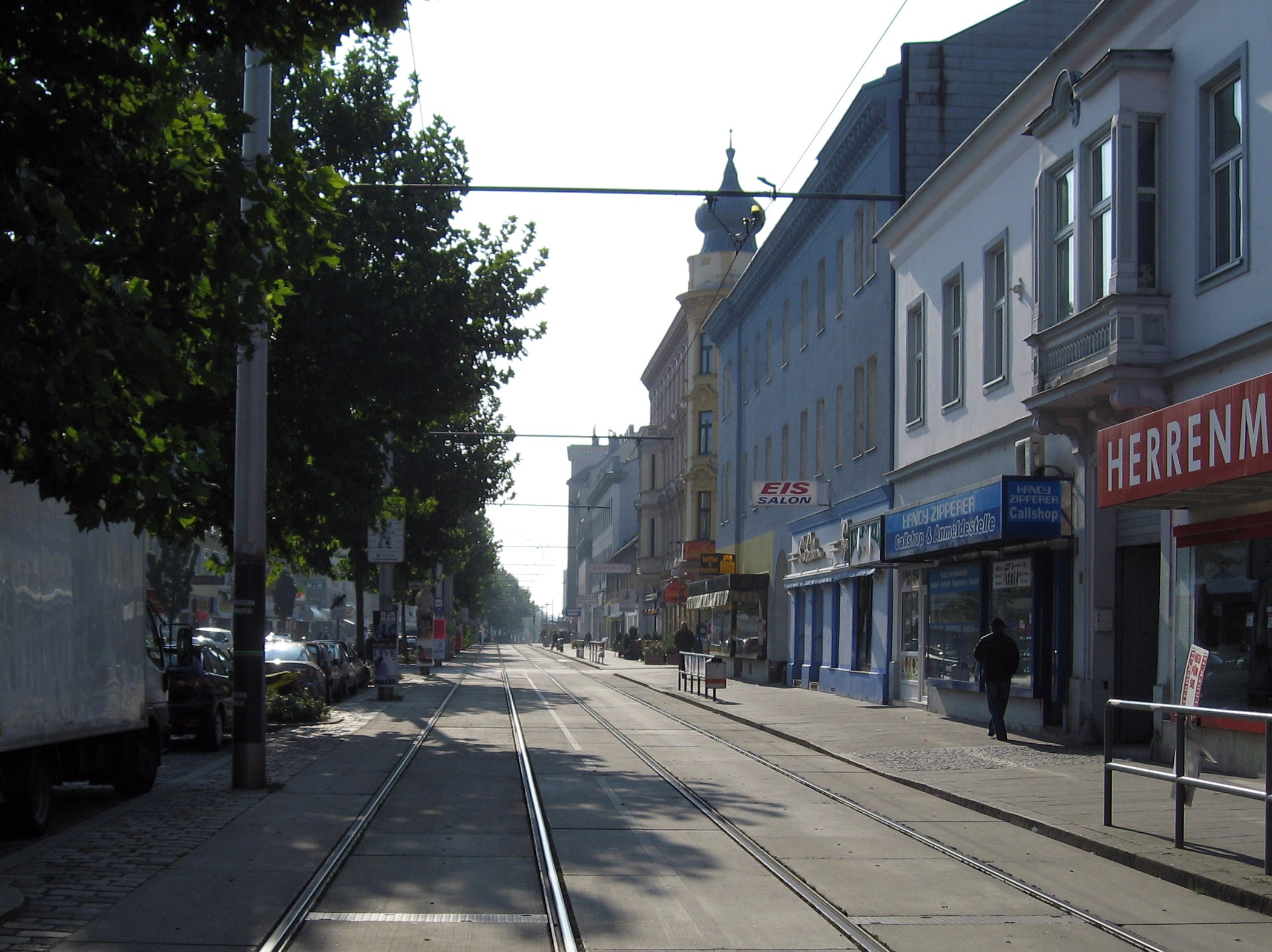
Simmeringer Hauptstraße

Die Simmeringer Hauptstraße durchquert den ganzen Bezirk von Nordwest nach Südost und verläuft entlang eines Teilstückes der einst von den Römern angelegten Limesstraße, die entlang des Limes von Vindobona nach Carnuntum und weiter führte. Bis zum Autobahnbau verlief der Individualverkehr Richtung Pressburg und Budapest auf dieser Straße.
Die auch als Flughafenautobahn bekannte, 1994 eröffnete Ostautobahn A4 Richtung Burgenland und Ungarn erreicht das Bezirksgebiet entlang des Donaukanals; an der stadtauswärts führenden Fahrbahn befinden sich die Ein- und Ausfahrten Alt-Simmering (Exit 1) und Wien, 7. Haidequerstraße (Exit 2). Auf dem die Simmeringer Haide durchquerenden Streckenteil befinden sich in beiden Fahrtrichtungen die Ein- und Ausfahrten Wien Simmeringer Haide (Exit 4). In deren unmittelbarer Nähe liegt der mit öffentlichen Verkehrsmitteln nicht erreichbare Abstellplatz der Wiener Magistratsabteilung 48 für wegen Verkehrsbehinderung abgeschleppte Fahrzeuge. Die A4 verlässt das Wiener Stadtgebiet zwischen Kaiserebersdorf und Albern. Ihre Trassierung im 11. Bezirk entspricht weitestgehend der 1914 eröffneten und hier bis 1945 verkehrenden Pressburger Bahn, die heute am West- und Südrand des Bezirks geführt wird.
Seit 1958 besteht eine Straßenverbindung vom südlichsten Teil des 2. Bezirks in den 11. Bezirk (Kaiserebersdorf, Zinnergasse), die Freudenauer Hafenbrücke. 2011 wurde die Seitenhafenbrücke vom Hafenareal im 2. Bezirk über den Donaukanal zur 11. Haidequerstraße als zusätzliche Straßenverbindung eröffnet.

### Straßenbahn
Die Straßenbahnlinie 71 führt seit 1907 von der Inneren Stadt kommend über die Simmeringer Hauptstraße zum Zentralfriedhof. Im Mai 1996 wurde die Linie über eine Neubaustrecke nach Kaiserebersdorf verlängert. Diese wurde von Dezember 2012 bis September 2019 statt dem 71er von der Linie 6 bedient, seit 2019 verkehrt hier neben der Linie 71 zusätzlich die Linie 11.
Als Verbindung mit dem westlichen Nachbarbezirk Favoriten durch die Geiselbergstraße verkehrte 1907–1917 die Straßenbahnlinie 7 von der Simmeringer Hauptstraße bis zum Favoritner Gellertplatz (Anschluss an Linie 6), von 1917 bis 2019 zumeist die Linie 6 durchgehend bis zum Westbahnhof. Seit 1992 verkehrt die Linie 6 weiter bis zur U-Bahn-Station Burggasse-Stadthalle. In Simmering endete die Linie bis Dezember 2000 in der Grillgasse. Gleichzeitig mit der Verlängerung der U-Bahn-Linie U3 erfolgte die Verlängerung über die Simmeringer Hauptstraße zum Zentralfriedhof, im Dezember 2012 wurde die Linie nach statt dem 71er nach Kaiserebersdorf weitergeführt. Seit September 2019 endet die Linie 6 von Favoriten kommend unmittelbar hinter der Bezirksgrenze, der restliche Linienabschnitt wurde von der neu eingerichteten Linie 11 übernommen, die ebenfalls weiter nach Favoriten verläuft.
Die Anschlusslinie 72 vom Zentralfriedhof nach Schwechat wurde 1907–1961 betrieben. Unter dieser Liniennummer verkehrte ab der Eröffnung des ersten Teilstücks der U-Bahn-Linie U3 im April 1991 eine Zubringerlinie vom Zentralfriedhof zur U3-Station Schlachthausgasse; diese wurde mit der U3-Verlängerung nach Simmering obsolet und folglich eingestellt. Die Linie 73, die den Bahnhof Simmering über die Kaiserebersdorfer Straße mit Kaiserebersdorf verband, wurde 1912 eingerichtet und von 1959 bis 1961 abschnittsweise eingestellt. Ferner war als Verlängerung der Linie 6 von 1942 bis 1971 die Linie 106 zwischen der Grillgasse und der Simmeringer Lände (E-Werk) in Betrieb.
Östlich des Zentralfriedhofs befindet sich an der Simmeringer Hauptstraße die Hauptwerkstätte (zeitweise als Zentralwerkstätte bezeichnet) der Wiener Linien mit Gleisanschluss zur Donauländebahn. Der Anschluss an das Straßenbahnnetz erfolgt über die Simmeringer Hauptstraße.

### U-Bahn
Die U-Bahn-Linie U3 wurde im Dezember 2000 in den 11. Bezirk verlängert und bedient dort seitdem die Stationen Gasometer, Zippererstraße, Enkplatz sowie die Endstation Simmering beim gleichnamigen ÖBB-Bahnhof.

### Eisenbahn
Der 1976 eröffnete Bahnhof Wien Simmering befindet sich an der Querung der Laaer Ostbahn über die Simmeringer Hauptstraße und wird von der S-Bahn-Linie S80 sowie Regional- und Regionalexpresszügen zwischen Wien Hauptbahnhof und Marchegg bzw. Bratislava hlavná stanica bedient. Ebenfalls an der Laaer Ostbahn befindet sich die um 1990 errichtete Station Haidestraße, an der nur die S80 hält.
Weiters durchquert die als Flughafenschnellbahn geläufige Verbindung der S7 von Wien Mitte im Halbstundentakt das Bezirksgebiet mit den Stationen Wien Geiselbergstraße, Wien Zentralfriedhof (am Hintereingang des Friedhofs) und Wien Kaiserebersdorf (früher Klein Schwechat) an der Stadtgrenze zu Schwechat. Sie verläuft innerstädtisch auf der Trasse der ehemaligen Aspangbahn, die wiederum entlang des ehemaligen Wiener Neustädter Kanals errichtet wurde (siehe unten).
Ebenfalls nach Südosten, jedoch zur Gänze an der Grenze zum Bezirk Favoriten, verläuft die S-Bahn-Linie S60 von Wien Hauptbahnhof auf der klassischen Ostbahnstrecke Richtung Bruck an der Leitha, Pressburg und Budapest; im 11. Bezirk wird nur die Station Wien Grillgasse (früher Simmering Ostbahn) bedient.
Die Donauländebahn, historische Verbindung vom Süden der Stadt zu den Hafenanlagen an der Donau, hat seit 2009 über die neue Winterhafenbrücke wie bis 1945 Anschluss an die Donauuferbahn und an den Hafen Freudenau im 2. Bezirk.
Im Südwesten des Bezirks liegt unmittelbar jenseits der Grenze zum 10. Bezirk der 1983 bzw. 1986 eröffnete Zentralverschiebebahnhof Wien-Kledering.

### Schifffahrt
Ab 1803 wurde der spätere Bezirk in seinem westlichen Teil vom neu erbauten Wiener Neustädter Kanal durchquert. In den letzten Jahrzehnten des 19. Jahrhunderts wurde neben dem Wiener Teilstück des Kanals die vorerst eingleisige Aspangbahn gebaut und der Schifffahrtsbetrieb aufgelassen. Später wurde der Kanal hier zugeschüttet. Auf der Bahnstrecke verkehrten nach 1945 die Züge der Pressburger Bahn, heute auch die der S7.
Zum Güterverkehr sind der Alberner Hafen (hier werden Getreide und Baustoffe umgeschlagen) und die Donauländebahn (siehe oben) zu erwähnen.

## Sicherheit
In Simmering sind fünf Polizeiinspektionen der Bundespolizei etabliert; diese befinden sich am Enkplatz 3, in der Sedlitzkygasse 27, in der Kaiser-Ebersdorfer Straße 290, in der Sängergasse 11, und in der Simmeringer Hauptstraße 164. In der Dienststelle Enkplatz 3 befinden sich das für diesen Gemeindebezirk zuständige Stadtpolizeikommando Simmering sowie untergeordnete Dienststellen.

## Persönlichkeiten

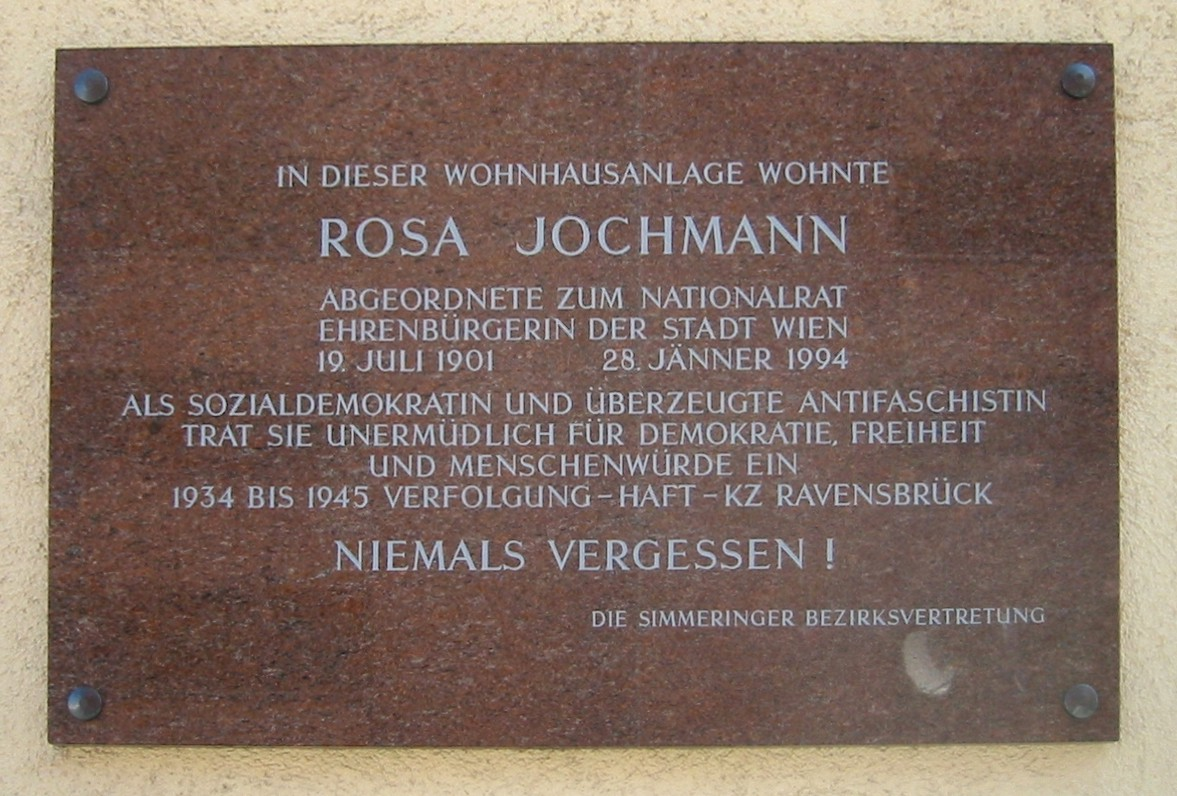
Gedenktafel an einem von Rosa Jochmann einst bewohnten Haus in der Braunhubergasse

- Georg Blemenschütz (* 25. Dezember 1914, † 15. November 1990): Ringer, Sportorganisator, Bilder- und Antiquitätensammler; der vierfache Welt- und sechsfache Europameister bestritt mehr als 600 Profikämpfe, von denen er 348 gewann.[24] Sein Grab wurde 2020 in die Obhut der Stadt Wien genommen.[25]
- Thomas Brezina (* 30. Jänner 1963 in Wien): Puppenspieler („Zauberer Tintifax“) bei Arminio Rothsteins Puppenbühne, Hörspielautor, Regisseur, Fernsehmoderator, Produzent und seit den 1990er Jahren Autor zahlreicher Kinderbücher, darunter die überaus erfolgreiche Reihe „Die Knickerbocker-Bande“, sowie von Büchern für Erwachsene, unter anderem „Die Bibel in Reimen“. Ausgezeichnet („Goldenes Verdienstzeichen der Republik Österreich“) und „Romy“ für die Wissenssendung „Forscherexpress“. Seine Vorfahren stammen aus den Simmeringer Bezirksteilen Kaiserebersdorf und Albern.
- Hansi Dujmic: Der Musiker und Schauspieler verbrachte seine Kindheit im 11. Bezirk.
- Berta Hetmanek: Die aus Simmering stammende Autorin Bschrieb unter ihrem Pseudonym Bertl Hayde zahlreiche Bücher und Hörspiele für Kinder und Jugendliche, wofür sie den Staatspreis für Literatur erhielt.
- Rosa Jochmann: Die Widerstandskämpferin und Sozialdemokratin wuchs in Simmering auf und arbeitete hier in den 1910er und 1920er Jahren in verschiedenen Fabriken. Nach ihr wurde der Rosa-Jochmann-Ring am Leberberg und die Rosa-Jochmann-Schule in der Fuchsröhrenstraße benannt.
- Karl Kaniak: Auch der Arbeiterdichter Karl Kaniak lebte einst in Simmering.
- Christian Kern: Der ehemalige österreichische Bundeskanzler (SPÖ) wurde in Simmering geboren und wuchs hier auf.
- Josef Lang: Der „letzte Scharfrichter der Monarchie“ genoss hohes gesellschaftliches Ansehen, nach Aufhebung der Todesstrafe 1918 arbeitete er als Hausmeister in seinem Heimatbezirk Simmering. Als er 1925 starb, gaben ihm rund 10.000 Wiener das letzte Geleit.
- Herbert Langmüller: Der auch als LAHERB bekannte Fotokünstler wurde im 11. Bezirk geboren (siehe Weblinks).
- Theodor Meidl: Auch der Arbeiterdichter Theodor Meidl lebte einst in Simmering.
- Hans Orsolics: Auch der Profiboxer und Sänger ist ein Simmeringer.
- Hans Paulas (* 30. Juni 1913 Wien, † 28. Juli 1988 Wien): Kommerzialrat, Gastwirt und SPÖ-Politiker (u. a. Bezirksrat, Wiener Gemeinderat und Landtagsabgeordneter, Bezirksvorsteher von Simmering), Träger des Goldenen Ehrenzeichens Republik Österreich, Goldenes Ehrenzeichen Land Wien, Große Silberne Kammermedaille.
- Herbert „Schneckerl“ Prohaska: Der elfte Hieb, wie Simmering im Wiener Volksmund mitunter genannt wird, war auch die Heimat und der Beginn der Laufbahn von einigen Fußballspielern. Herbert „Schneckerl“ Prohaska, der lange Zeit im Simmeringer Stadtteil Hasenleiten wohnte, wechselte vom Verein Ostbahn XI zur Austria und wurde schließlich Nationalspieler.
- Hannes Reinmayr: Der elfte Hieb, wie Simmering im Wiener Volksmund mitunter genannt wird, war auch die Heimat und der Beginn der Laufbahn von einigen Fußballspielern. Hannes Reinmayr spielte zunächst bei Kaiserebersdorf, danach bei der Austria und in den 1990er Jahren in der Nationalmannschaft.
- Madeleine de Sade (* 1992): Modedesignerin im Burlesque-Stil, Burlesque Tänzerin, Mode Unternehmerin, Absolventin der Modeschule Hetzendorf
- Antonie Schläger: Die Hofopernsängerin wuchs als Tochter eines Greißler-Ehepaars in Simmering auf und machte sich später als Wohltäterin für die Armen ihrer Heimatgemeinde verdient.
- Werner Schreyer: Das Fotomodel und der Schauspieler ist gebürtiger Simmeringer und wohnte hier in seiner Kindheit in einem Gemeindebau.
- Michael Seida: Seine Kindheit verbrachte auch der Entertainer in Simmering, er wohnte in einem Gemeindebau am Muhrhoferweg in Kaiserebersdorf.
- Karl Sesta: Der elfte Hieb, wie Simmering im Wiener Volksmund mitunter genannt wird, war auch die Heimat und der Beginn der Laufbahn von einigen Fußballspielern. Karl Sesta begann seine Karriere bei den Vereinen Vorwärts XI und SC Simmering und war in den frühen 1930er Jahren Mitglied des legendären Wunderteams.
- Johann Spissak: Auch der Arbeiterdichter Johann Spissak lebte einst in Simmering.
- Ferdinand Swatosch: Der elfte Hieb, wie Simmering im Wiener Volksmund mitunter genannt wird, war die Heimat und der Beginn der Laufbahn von einigen Fußballspielern. Auch die Brüder Jakob und Ferdinand Swatosch spielten beim SC Simmering und in weiterer Folge in der Nationalmannschaft.
- Christian Weisz: Auch der Schauspieler, Stuntman, Fightchoreograph sowie Kampfsportler (mitgewirkt in über ca. 70 internat. Film-, TV- und Theaterproduktionen, u. a. Alarm für Cobra 11), wohnt in Simmering.
- Peter Westenthaler: Simmering ist der Heimatbezirk des ehemaligen FPÖ- und BZÖ-Politikers.
- Kurdwin Ayub: Film- und Theaterregisseurin, wuchs u. a. in Simmering auf

## Filme
- Mein Simmering. Dokumentation von Chico Klein, Österreich 2012[26]
- Der Postmeister. Der Postmeister ist ein deutscher Spielfilm aus dem Jahr 1939/ 1940, mit Heinrich George, Hans Holt, Siegfried Breuer und Hilde Krahl. Frei nach der Erzählung Der Postmeister (Originaltitel: Станционный смотритель / Stanzionny smotritel) von Alexander Puschkin. Drehort war u. a. Kaiserebersdorf.
- Der dritte Mann, Spielfilm 1948 / 1949, Drehort war u. a. der Zentralfriedhof.
- James Bond 007 – Der Hauch des Todes 1987, Drehort u. a. Gasometer
- Macondo (Film) 2014, Spielfilm der iranisch-österreichischen Regisseurin Sudabeh Mortezai
- Sonne (Film), Spielfilm, Muhrhoferweg